# Граффити
Граффи́ти (несклоняемо, мн. ч., в контексте исторических надписей единственное число — граффи́то; от итал. graffito, множ. graffiti) — изображения или надписи, выцарапанные, написанные или нарисованные краской или чернилами на стенах и других поверхностях. К граффити можно отнести любой вид уличного раскрашивания стен, на которых можно найти всё: от просто написанных слов до изысканных рисунков. Рисунки на сооружениях, являющиеся украшением, часто называют монументальной живописью или муралами.
В исторической науке этот термин используется давно, но в более узком значении. Когда заходит речь о древних эпиграфических памятниках, то разделяют понятия «граффити» и «дипинти». Если последнее обозначает надписи краской, то «граффити» — процарапанные надписи (сам термин непосредственно происходит от итальянского глагола graffiare — «царапать»). В истории классического искусства, в частности, эпохи итальянского Возрождения — сграффито (итал. sgraffito), или граффи́то (итал. graffito — процарапанный), — техника изображения и разновидность декорирования, которая заключается в нанесении на основу, например, кирпичную стену или поверхность керамического изделия, двух и более различных по цвету слоёв кроющего материала (цемента, штукатурки, ангоба) с последующим частичным процарапыванием по заданному рисунку.

Фестиваль «Место» (Нижний Новгород, 2021)

## Этимология
Граффити и граффито происходят от итальянского понятия graffiato («нацарапанный»). Родственным является понятие «граффито», обозначающее удаление одного слоя пигмента путём процарапывания поверхности таким образом, чтобы показался второй цветной слой, находящийся под ним. Данная технология использовалась в первую очередь гончарами, которые после окончания работы вырезали на изделиях свою подпись. В древние времена граффити наносились на стены с помощью острого предмета, иногда для этого использовали мел или уголь. Греческий глагол γράφειν — gráphein (по-русски — «писа́ть») имеет тот же корень.

## История
Настенные надписи известны с глубокой древности, они открыты в странах Древнего Востока, в Греции, в Риме (Помпеи, римские катакомбы). Значение этого слова со временем стало обозначать любую графику, нанесённую на поверхность и расцениваемую многими как акт вандализма.

### Древний мир

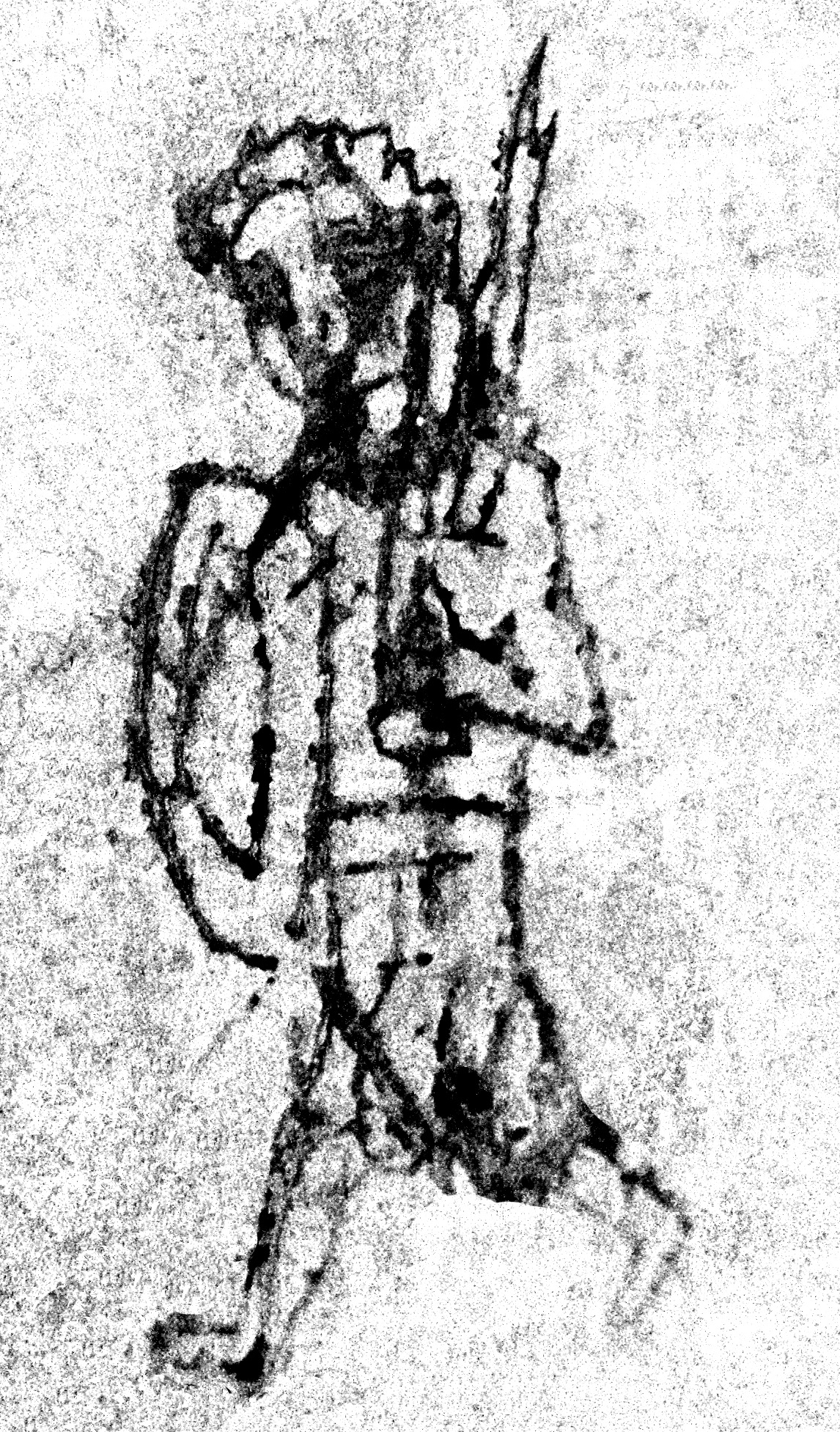
Прорисовка граффито-рисунка на стене новгородского храма конца XII века Спаса на Нередице
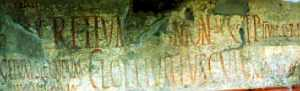
Граффити в Помпеях
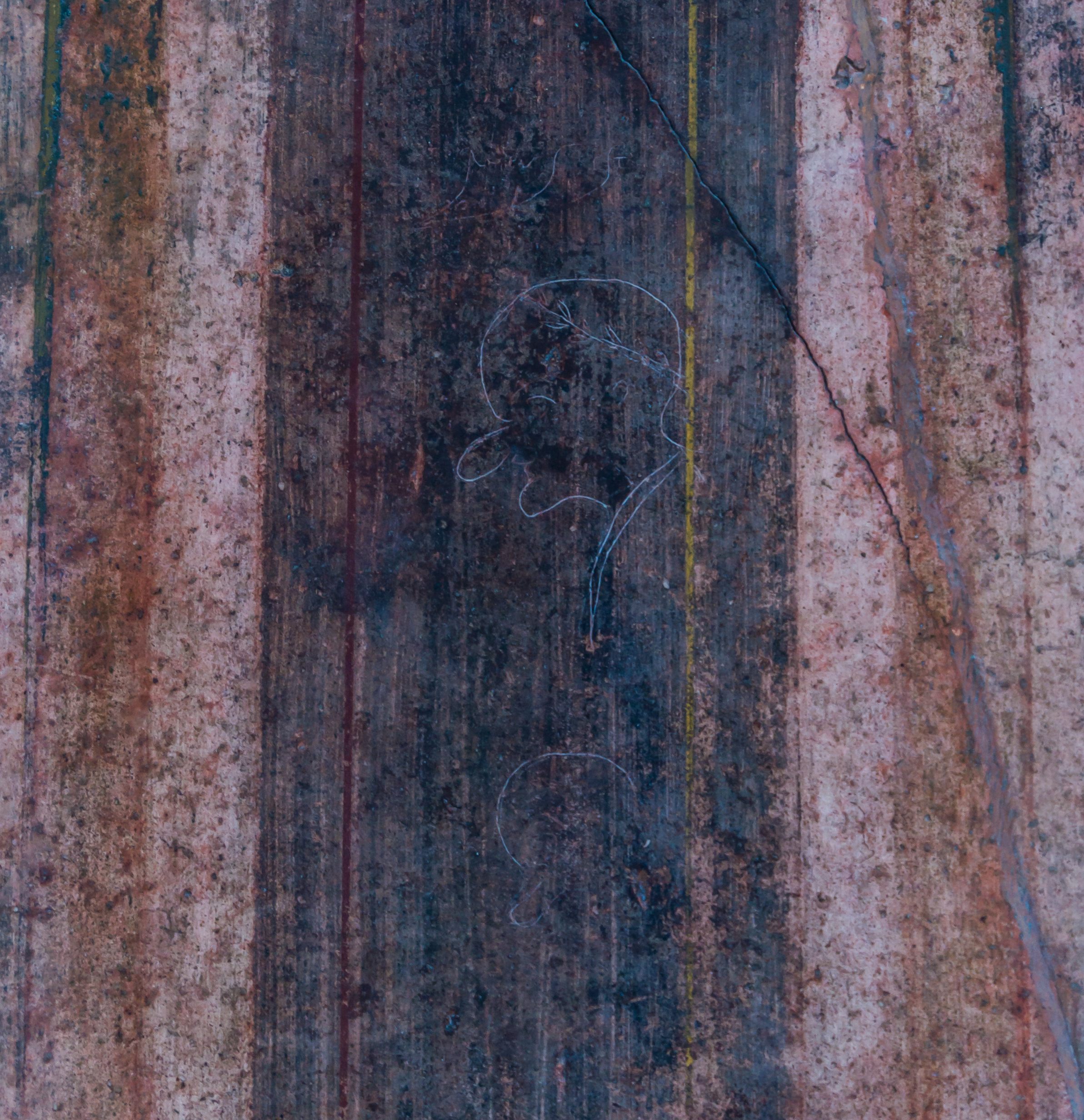
Граффити в древних Помпеях: карикатура на чиновника
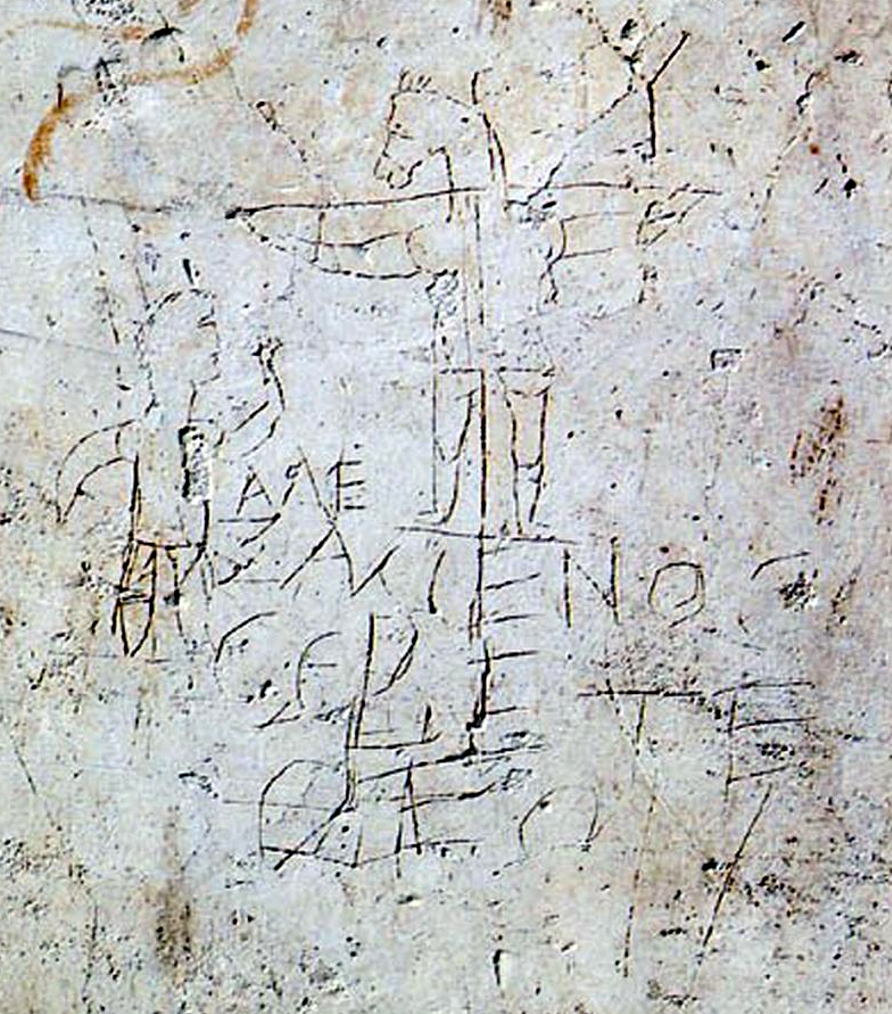
Антихристианская карикатура, найденная при раскопках древнего Рима и датируемая II веком. Надпись «ALEXAMENOS SEBETE THEON» переводится, как «Алексаменос поклоняется Богу»

Самые ранние граффити появились в 30 тысячелетии до н. э. Тогда они были представлены в форме доисторических наскальных рисунков и пиктографий, нанесённых на стены такими инструментами, как кости животных и пигменты. Подобные рисунки часто делались в ритуальных и священных местах внутри пещер. Чаще всего на них изображали животных, живую природу и сцены охоты. Эта форма граффити нередко вызывает споры, насколько вероятно, что подобные изображения создавались именно членами доисторического общества.
Единственным известным на сегодняшний день источником сафского языка, считающегося протоарабским языком, являются граффити: надписи, нацарапанные на скалах и огромных валунах преимущественно в базальтовых пустынях южной Сирии, восточной Иордании и северной Саудовской Аравии. Сафский язык существовал с I века до н. э. по IV век н. э.

#### Античность
Первый образец «нового стиля» граффити сохранился в древнегреческом городе Эфесе (на территории современной Турции). Местные гиды называют его рекламным сообщением проституции. Расположенное рядом с украшенной мозаикой и камнями дорогой граффити изображало отпечаток руки, отдалённо напоминающий сердце, отпечаток ноги и число. Это означало, что где-то поблизости находился публичный дом, отпечаток руки символизировал оплату.
Древние римляне наносили граффити на стены и статуи, примеры которых также сохранились в Египте. Граффити в классическом мире имели совершенно иное значение и содержание, чем в современном обществе. Древние граффити представляли собой любовные признания, политическую риторику и просто мысли, которые можно было бы сравнить с сегодняшними популярными посланиями о социальных и политических идеалах. Граффити в Помпеях изображали извержение Везувия, а также содержали латинские проклятия, магические заклинания, признания в любви, алфавит, политические лозунги и знаменитые литературные цитаты, — все это даёт отличное представление об уличной жизни древних римлян. В одной надписи содержался адрес женщины по имени Новеллия Примигения из Нуцерии, вероятно, очень красивой проститутки, чьи услуги пользовались огромным спросом. На другом рисунке был представлен фаллос, который сопровождала надпись «mansueta tene»: «Обращаться бережно».
Типичное граффити на стене Помпейского лупанария:
Граффити помогли узнать некоторые подробности об образе жизни и языков давно ушедших культур. Орфографические и грамматические ошибки в написании граффити говорят о невысоком образовательном уровне людей, живших тогда, и одновременно помогают разгадать загадки разговорной латыни. Примерами являются CIL IV, 7838: Vettium Firmum / aed[ilem] quactiliar[ii] [sic] rog[ant]. В данном случае «qu» произносится как «co». 83-я часть граффити, обнаруженная в CIL IV, 4706-85, делает очевидным умение читать и писать тех слоёв общества, которые считались безграмотными. Рисунки можно найти даже на перистиле, восстановленном во времена извержения Везувия архитектором Кресенсом. Граффити были оставлены как начальником, так и рабочими. Публичный дом VII, 12, 18—20 насчитывает более 120 рисунков, некоторые из них были начертаны проститутками и их клиентами. Гладиаторская академия (CIL IV, 4397) была вся исписана граффити, нацарапанными гладиатором Целадусом (Suspirium puellarum Celadus thraex: «Целадус Фракийский заставляет девушек вздыхать»).
Другим изображением, найденным в Помпеях на стенах таверны, были слова о владельце таверны и его сомнительном вине:
О хозяин, ложь твоя

Растлевает твой же ум!

Не мешая, пьёшь вино сам,

Воду подаёшь гостям.
В Египте на территории архитектурного комплекса в Гизе было обнаружено множество граффити, оставленных строителями и паломниками.

### Средние века
Граффити были широко распространены в доколумбовой Месоамерике. В одном из крупнейших городищ майя Тикаль было обнаружено множество хорошо сохранившихся рисунков.
Граффити викингов, уцелевшие в Риме и в Ирландии на Ньюгренджском кургане, а также знаменитая надпись варяга, нацарапавшего своё имя (Халвдан) рунами на каменном полу в Софийском соборе в Константинополе, — все эти граффити помогают нам узнать некоторые факты из повседневной жизни прошлых культур.
Граффити, известные как Тахеронс, нередко находят на стенах в романско-скандинавских церквях.

#### Средневековые граффити на Руси
У восточных славян граффити имеют долгую и богатую историю.
В Новгороде сохранилось 10 граффити XI века. Большое число, около 300 граффити XI—XV веков, имеется в соборе св. Софии в Киеве, содержащих как рисунки, так и (чаще) текст. Они повествуют о политических событиях прошлого, упоминают исторических лиц: князя Ярослава Мудрого, его сыновей Святослава и Всеволода, внуков Святополка и Владимира Мономаха, епископа Луку Белгородского, воеводу Ставра Горядитинича и других. Наиболее ранние надписи дали возможность исследователям уточнить время сооружения собора и выполнения его внутренней отделки.
Также древнерусские граффити выявлены на стенах памятников архитектуры Киева: Кирилловской церкви, Михайловского собора Выдубицкого монастыря и некоторых киевских Пещер. Около 1915 года в Киеве был найден фрагмент корчаги с граффити XI века, ныне хранящейся в Историческом музее.
Большей частью древнерусские граффити — это записи на стенах храмов, поэтому самое частое их содержание — молитвенные просьбы к Богу или святым, но попадаются и шуточные тексты, и записи типа «здесь был такой-то», и народные заклинания. Многие граффити содержат точную дату и являются важным историческим, лингвистическим и палеографическим источником.
Для Киева, где в отличие от Новгорода нет берестяных грамот, граффити являются одним из основных источников сведений о разговорной речи и свидетельствуют о довольно широком распространении бытовой письменности на Руси.

### Возрождение
Когда художники эпохи Ренессанса, такие как Пинтуриккьо, Рафаэль, Микеланджело, Гирландайо или Филиппино Липпи, спускались в развалины Золотого дома Нерона, они вырезали или вырисовывали свои имена и по возвращении оттуда начинали использовать гротескный стиль в своих работах.

### Новое время

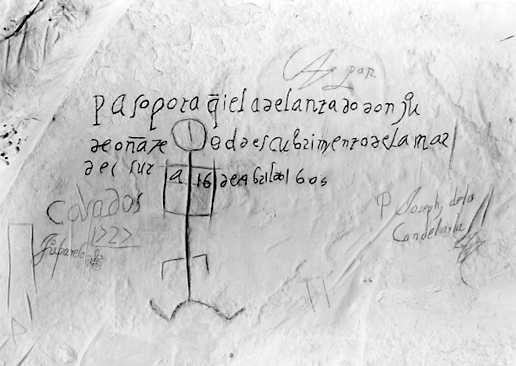
Испанское граффито 1605 года

На некоторых из египетских пирамид обнаружены граффити, оставленные французскими солдатами во время египетской кампании Наполеона.
Лорд Байрон оставил свой след на одной из колонн в храме Посейдона на Мысе Сунион в Аттике, Греция.
Примеры граффити также можно встретить в Америке — это знаменитый Расписной камень, национальный межевой знак на Орегонской тропе.
В Германии на стенах Рейхстага до сих пор остались граффити, оставленные советскими солдатами.

## Современная история

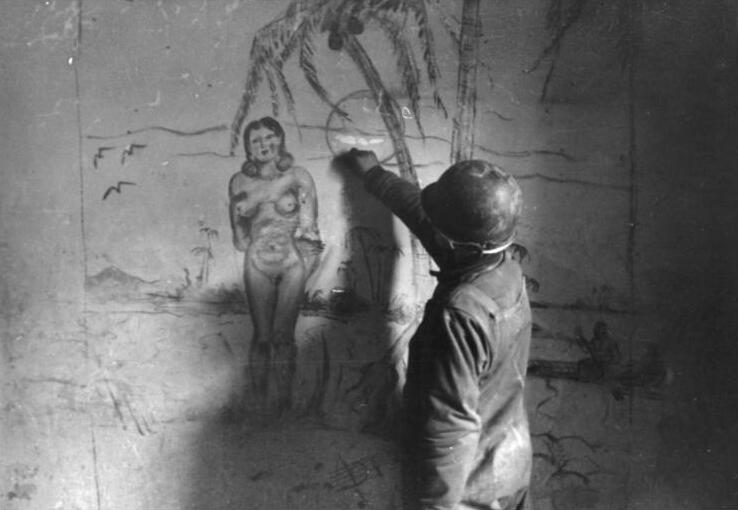
Солдат в Италии (1943—1944)

Считается, что граффити тесно связано с хип-хоп-культурой и тем бесчисленным количеством стилей, которые произошли от нью-йоркского граффити в метрополитене. Несмотря на это, существует много других примеров граффити.
В начале XX века граффити стали появляться в товарных вагонах и подземных переходах. Один из таких граффити — Texino — ведёт свою историю с 1920-х годов до нашего времени. За время Второй мировой войны и в течение нескольких последующих десятилетий фраза «Kilroy was here», дополненная изображением, стала распространена по всему миру. Эту фразу использовали американские войска, и она быстро проникла в американскую массовую культуру. Вскоре после смерти Чарли Паркера (у него было прозвище «Yardbird» или «Bird») граффити со словами «Bird Lives» стали появляться по всему Нью-Йорку. В ходе студенческих протестов и всеобщей забастовки в мае 1968 года в Париже город оказался наводнен революционными, анархистскими и ситуационистскими лозунгами, такими как «L’ennui est contre-révolutionnaire» («Скука контрреволюционна»), которые были выполнены в стиле граффити, плаката и трафаретного искусства. В это время в США на короткий период становятся популярными политические слоганы (такие как «Освободите Хьюи», посвященные Хьюи Ньютону, лидеру движения Чёрных Пантер). Известным граффити 1970-х годов стало знаменитое «Dick Nixon Before He Dicks You», отражающее враждебность молодежи по отношению к президенту США.

Граффити в Москве

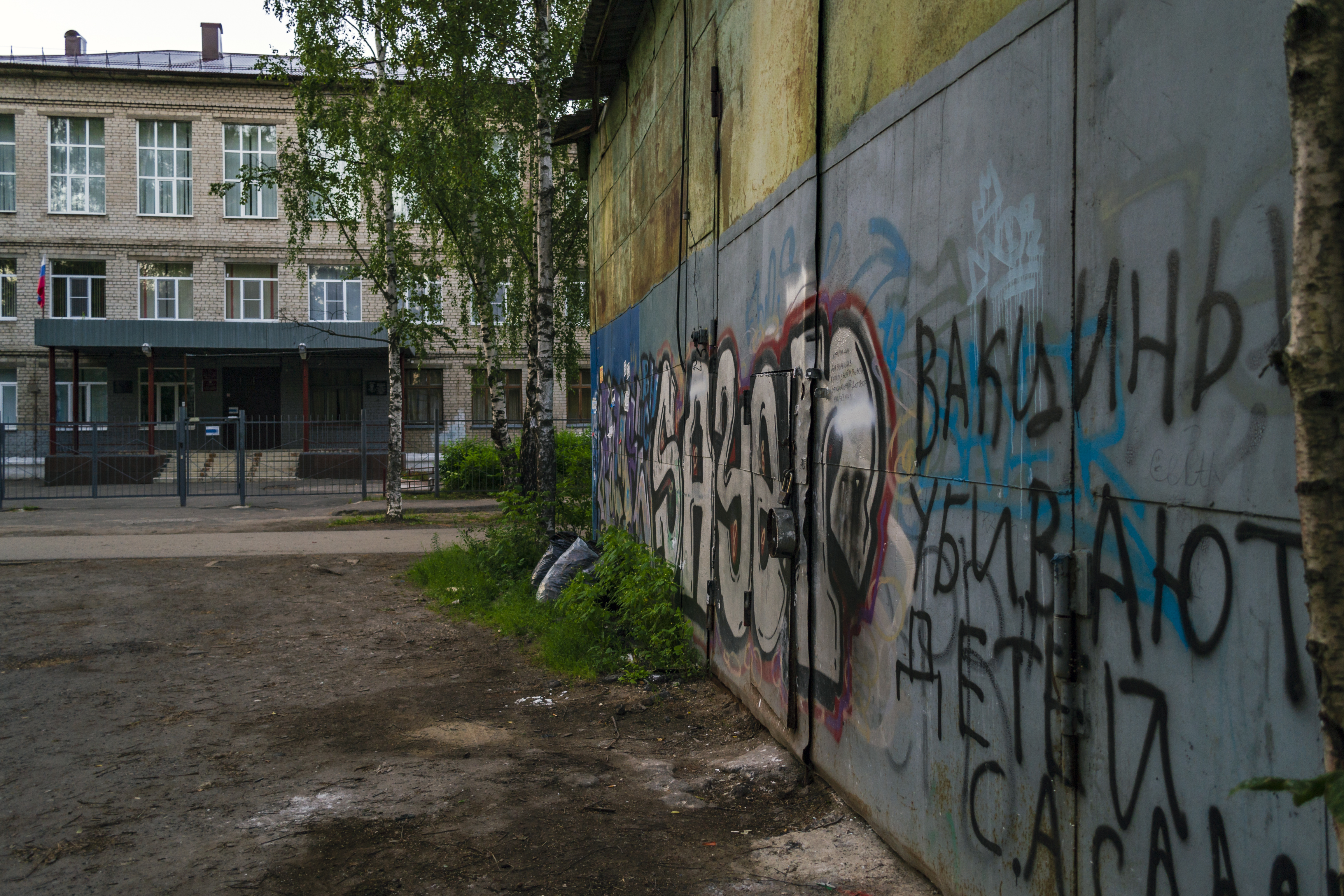
Граффити в Нижнем Новгороде

Граффити, связанные с рок-н-роллом, составляют важную часть искусства граффити. Знаменитым граффити XX века стала надпись в лондонском метрополитене, гласящая «Clapton is God». Эта фраза была написана аэрозольной краской на стене станции Ислингтон осенью 1967 года. Это граффити запечатлели на фотографии, на которой собака мочится на стену. Искусство граффити также оказалось связанным и с протестным движением панк-рока начала 1970-х годов. Такие группы, как Black Flag и Crass (а также их последователи), всюду наносили свои названия по трафаретам, между тем как многие панковские ночные клубы, помещения и места встреч славятся своими граффити. В конце 1980-х изображение перевёрнутого бокала мартини — символ панк-группы Missing Foundation — стало самым повсеместным граффити в нижнем Манхэттене и воспроизводилось фанатами хардкор-панка по всей Америке и Западной Германии.

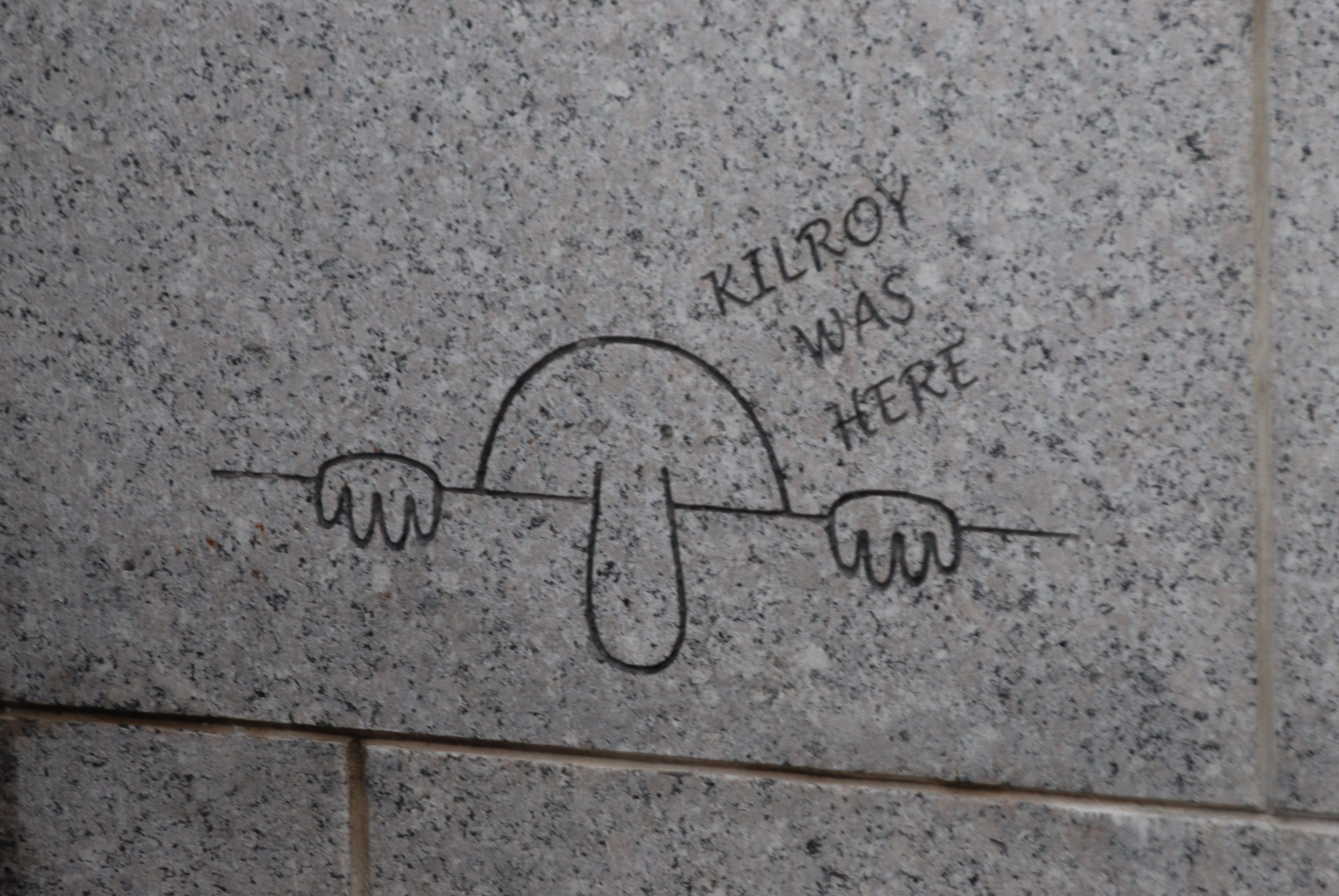
Выгравированная надпись Kilroy. Национальный мемориал Второй мировой войны в Вашингтоне

Граффити сегодня — вид уличного искусства, форма художественного самовыражения. Существует множество разных стилей и видов граффити. Произведения, создаваемые граффити-художниками, — самостоятельный жанр современного искусства, неотъемлемая часть культуры и городского образа жизни. Во многих странах и городах есть свои известные художники, создающие на улицах города настоящие шедевры.
В большинстве стран мира нанесение граффити на чью-либо собственность без разрешения на то владельца данной собственности считается вандализмом и карается по закону. Иногда граффити используют для распространения сообщений политического и социального характера. Для некоторых людей граффити — настоящее искусство, достойное размещения в галереях и на выставках, для других — это вандализм.
С тех пор, как граффити превратили в неотъемлемую часть поп-культуры, его стали ассоциировать с музыкой в стиле хип-хоп, хардкор, битдаун и брейк-дансом. Для многих это образ жизни, скрытый от общественности и непонятный для широкой публики.
Граффити также используются как сигнал банды для маркировки территории или служат как обозначение или «тег» деятельности этой самой банды. Споры, которые ведутся вокруг такого вида искусства, продолжают подогревать разногласия между блюстителями порядка и граффитчиками, стремящимися выставлять свои работы на всеобщее обозрение. Это быстро развивающаяся форма искусства, ценность которого яро отстаивается его приверженцами в словесных перепалках с представителями власти, хотя то же самое законодательство зачастую защищает граффити.
В сентябре 2014 года, к 12-летней годовщине трагической гибели Сергея Бодрова, граффити-команда из Витебска «HoodGraff» нарисовала на стене трансформаторной будки портрет Сергея Бодрова в образе Данилы Багрова. Творение расположено недалеко от Александро-Невской лавры, рядом с остановкой «Проспект Обуховской Обороны».

### Зарождение современного граффити
Появление современного граффити можно отнести к началу 1920-х годов, когда рисунками и надписями помечали товарные вагоны, курсирующие по США. Однако зарождение граффити-движения в современном его понимании связано с деятельностью политических активистов, которые использовали граффити для распространения своих идей. Также граффити наносились уличными группировками, такими как the Savage Skulls («Дикие Черепа»), La Familia, DTBFBC, the Savage Nomads («Дикие Кочевники»), для того чтобы пометить «свою» территорию. К концу 1960-х стали повсеместно появляться подписи, так называемые теги, исполненные райтерами из Нью-Йорка, которых звали Cornbread, Cool Earl, Topcat 126. Райтера Cornbread часто называют одним из основателей современного граффити.

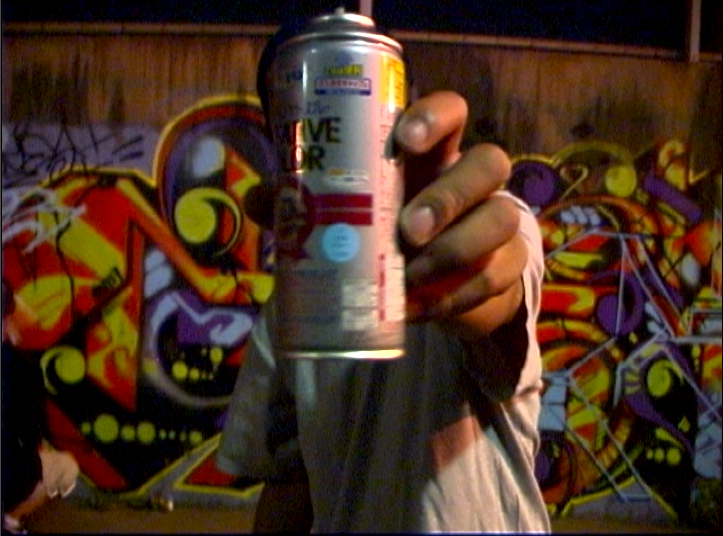
Баллон с аэрозольной краской, самый популярный граффити-инструмент

Период с 1969 по 1974 год можно назвать революционным для граффити. За это время заметно выросла его популярность, появилось много новых стилей, а центр граффити-движения переместился из Филадельфии, штат Пенсильвания, в Нью-Йорк. Райтеры стремились оставить свои теги везде, где только можно, притом максимальное количество раз. Вскоре после того, как Нью-Йорк стал новым центром граффити, средства массовой информации обратили внимание на это новое культурное явление. Первым райтером, которому была посвящена газетная статья, стал TAKI 183. Это был подросток из района Вашингтон Хайтс в Манхэттене. Его тег TAKI 183 состоял из его имени Деметриус (или Деметраки, Таки) и номера улицы, на которой он жил, — 183. Таки подрабатывал курьером, поэтому ему приходилось часто ездить на метро. Куда бы он ни ездил, он всюду оставлял свои теги. В 1971 году в Нью-Йорк Таймс вышла посвящённая ему статья под названием «Таки вызвал волну последователей». Одним из ранних райтеров считается также Julio 204, но в то время он остался незамеченным средствами массовой информации. Другими заметными граффитчиками были Stay High 149, PHASE 2, Stitch 1, Joe 182 и Cay 161. Barbara 62 и Eva 62 были первыми женщинами, прославившимися своими граффити.
В это же время граффити стало чаще появляться в метро, чем на городских улицах. Райтеры начали соперничать друг с другом, и смыслом их соревнования было написание своего имени максимальное количество раз во всевозможных местах. Внимание граффитчиков постепенно переключилось на железнодорожные депо, где они имели возможность исполнить большие сложные работы с меньшим риском. Именно тогда сформировались ключевые принципы современного понятия «бомбинг».

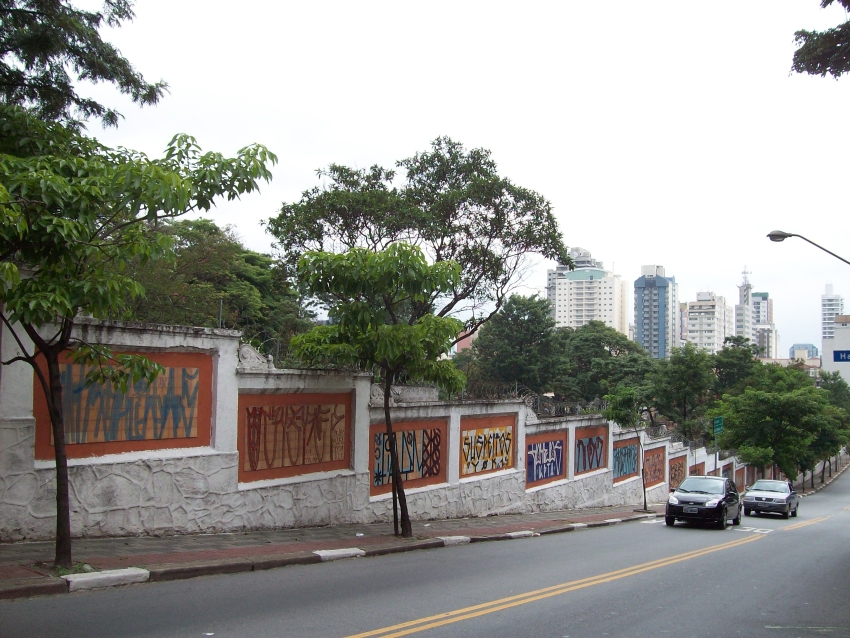
Теги в Сан-Паулу, Бразилия

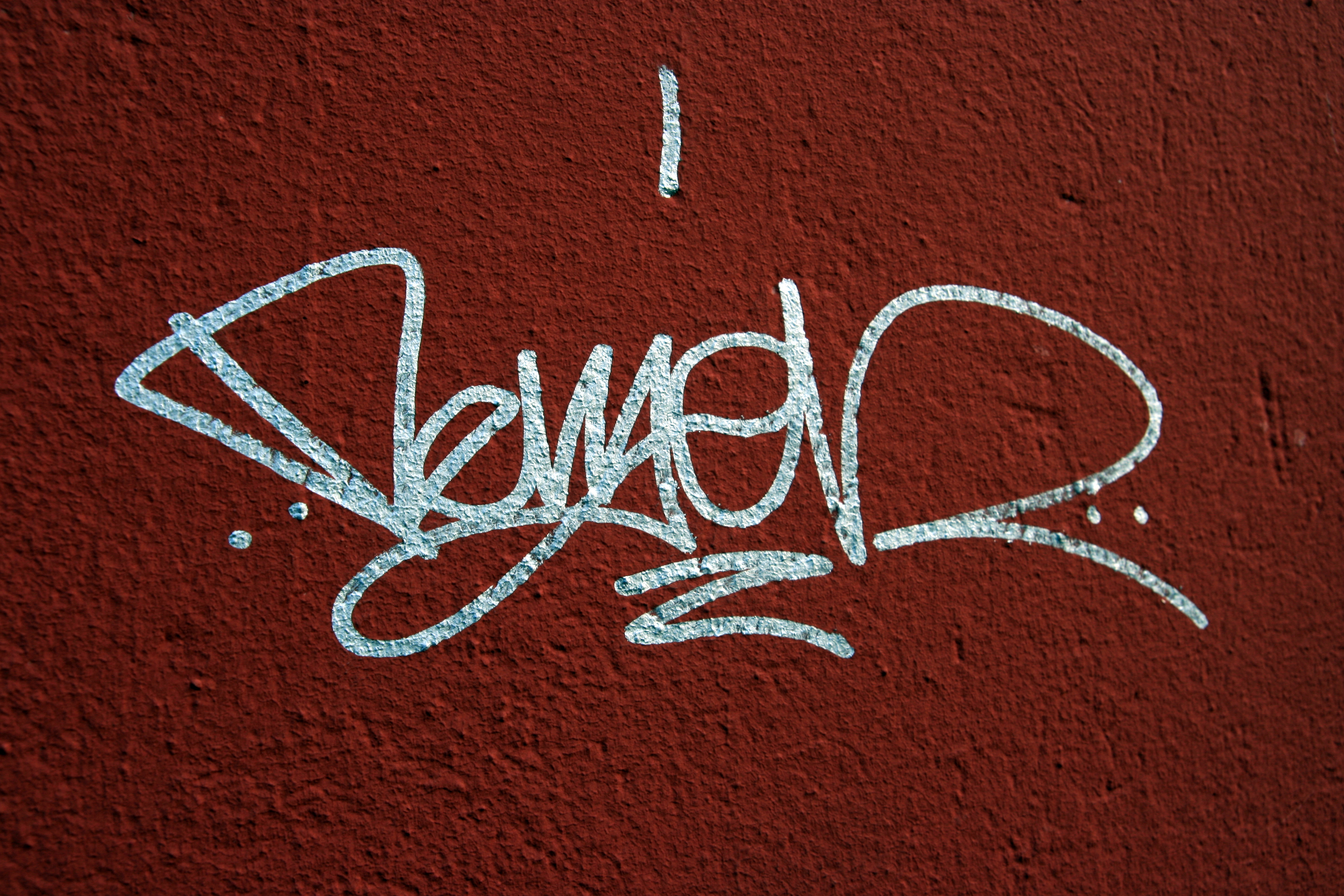
Пример тега

К 1971 году манера исполнения тегов меняется, они становятся более изощрёнными и сложными. Это связано с огромным количеством граффити-художников, каждый из которых старался обратить на себя внимание. Соперничество райтеров стимулировало появление новых стилей в граффити. Художники усложняли сам рисунок, стремясь сделать его оригинальным, но кроме этого они стали заметно увеличивать размеры букв, толщину линий и использовать контур для букв. Это привело к созданию в 1972 году больших рисунков, так называемых «masterpieces» или «кусков». Считается, что райтер Super Kool 223 первым стал исполнять подобные «куски».
Вошли в моду разнообразные варианты декорирования граффити: узоры в горошек, в клетку, штриховки и т. д. Сильно возросли объёмы использования аэрозольной краски, потому как райтеры увеличивали размеры своих работ. В то время стали появляться «куски», которые занимали высоту всего вагона, их называли «top-to-bottoms», то есть «сверху донизу». Развитие граффити как нового художественного явления, его повсеместное распространение и растущий уровень мастерства райтеров не могли остаться без внимания. В 1972 году Хуго Мартинес основал организацию «United Graffiti Artists» («Объединение граффити-художников»), в которой состояло множество лучших граффитчиков того времени. Организация стремилась к тому, чтобы представить широкой публике произведения граффити в рамках арт-галереи. К 1974 году райтеры стали включать в свои работы изображения героев и сцен из мультфильмов. Команда TF5 («The Fabulous Five», «Невероятная пятёрка») прославилась тем, что искусно расписывала вагоны целиком.

### Середина 1970-х годов

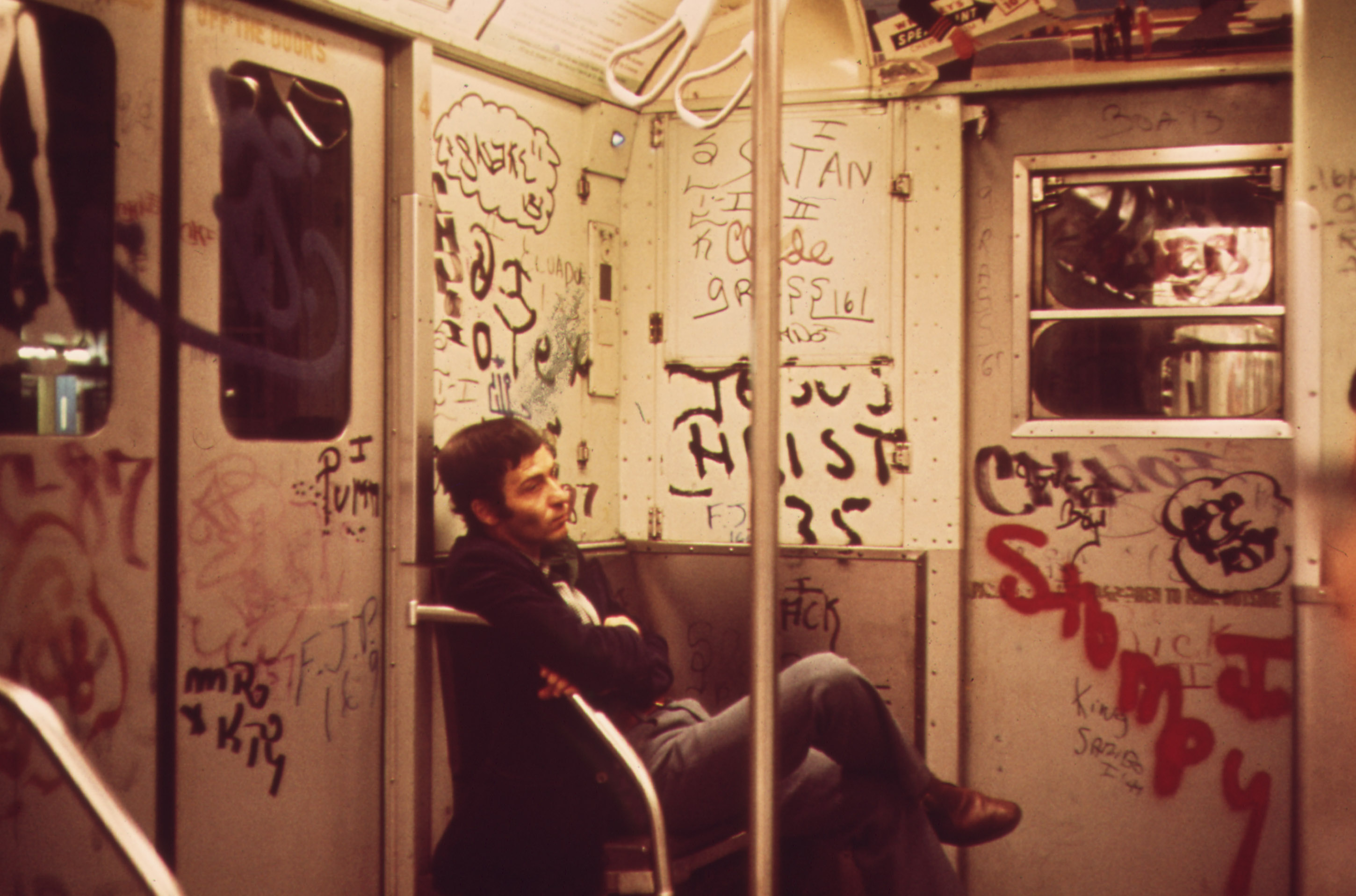
Сильно разрисованный вагон метро. Нью-Йорк, 1973

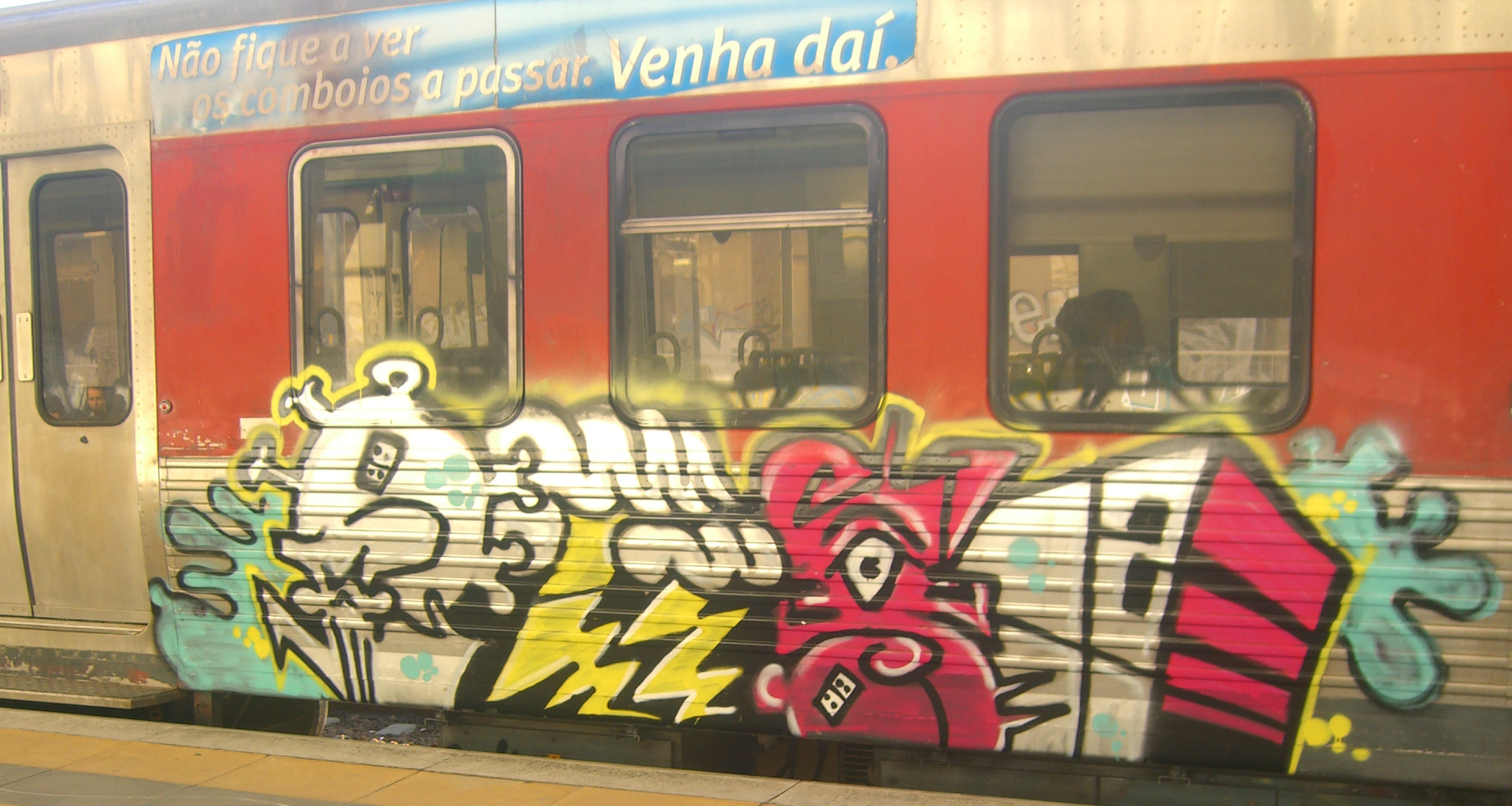
Современное граффити на вагоне в Португалии

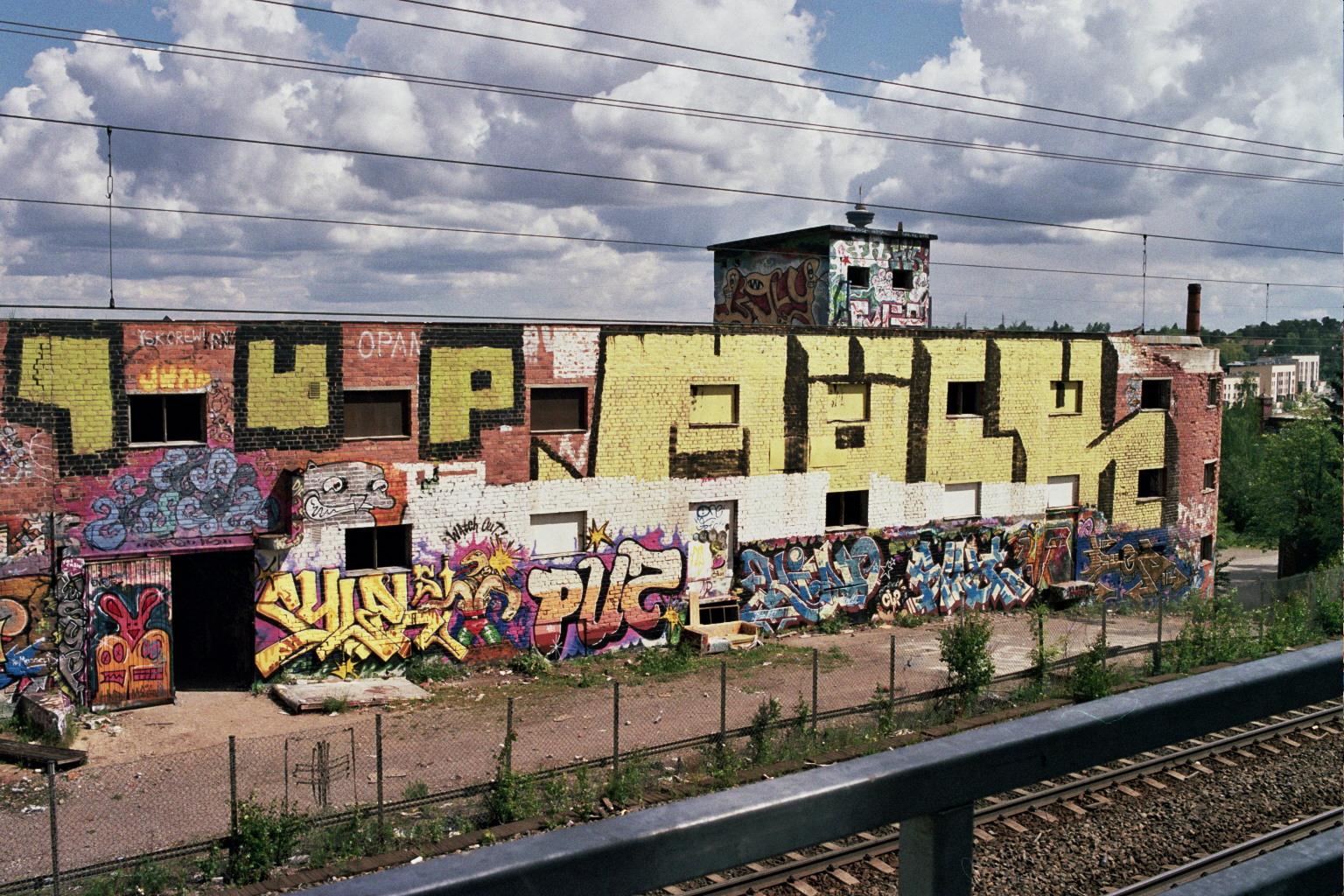
Разрисованные стены заброшенной фабрики

К середине 1970-х годов утвердились основные принципы граффити-искусства и культуры. На это время приходится пик популярности и распространённости граффити, отчасти потому, что финансовые условия не позволяли администрации Нью-Йорка бороться с уличным искусством, реализуя программы по удалению граффити или по улучшению технического обслуживания городского транспорта. К тому же граффити в стиле «top-to-bottoms» стали занимать целые вагоны. Середина 1970-х годов была отмечена огромной популярностью «троу-апов» («throw-up»), то есть граффити более сложных для исполнения, чем «теги», однако менее замысловатых, чем «куски». Вскоре после появления троу-апов, райтеры стали соревноваться в том, кто сможет исполнить большее количество троу-апов за меньшее количество времени.
Граффити-движение приняло соревновательный характер, и художники задались целью разрисовать весь город. Они хотели, чтобы их имена появились в каждом районе Нью-Йорка. В конечном счете, стандарты и требования, установленные в начале 1970-х, устарели, и к началу 1980-х многие райтеры жаждали перемен.
Однако на рубеже 1970—1980-х годов граффити переживает волну новых творческих идей. Ещё одной ключевой фигурой граффити-движения этих лет стал Fab 5 Freddy (Фред Брасуэйт), который организовал в Бруклине команду, рисующую на стенах («wall-writing group»). Он отмечает, что в конце 1970-х разные техники нанесения аэрозольной краски и стили написания букв, которые отличали граффити северного Манхэттена от граффити Бруклина, начали смешиваться, что в итоге привело к появлению стиля «wild style». Fab 5 Freddy принадлежит заслуга по продвижению граффити и рэп-музыки за пределы Бронкса, где они появились. С его помощью наладились связи между граффити и официальным искусством, а также современной музыкой. Впервые с тех пор, как в начале 1970-х Хуго Мартинес организовал выставку райтеров, авторитетное изобразительное искусство стало серьёзно воспринимать граффити.
Конец 1970-х стал последним всплеском повсеместного бомбинга перед тем, как Управление городского транспорта Нью-Йорка поставило себе цель — очистить транспорт от граффити. Власти метрополитена приступили к укреплению заборов и ограждений депо, а также к массовому уничтожению граффити. Активная деятельность городских организаций нередко приводила к тому, что многие райтеры бросали заниматься граффити, так как постоянное уничтожение их работ приводило их в отчаяние.

### Распространение граффити-культуры
В 1979 году арт-дилер Клаудио Бруни предоставил граффити-художникам Ли Киньонесу и Fab 5 Freddy галерею в Риме. Для многих райтеров, работающих за пределами Нью-Йорка, это было первым знакомством с традиционными формами искусства. Дружеские отношения между Fab 5 Freddy и вокалистки группы Blondie Дебби Харри повлияли на создание сингла под названием «Rapture» группы Blondie в 1981 году. Видеоклип на эту песню, в котором также появляется Жан-Мишель Баския, известный своими SAMO-граффити, впервые демонстрирует зрителям элементы граффити- и хип-хоп-культуры. Хотя более значительным в этом смысле стал выход в свет в 1983 году художественного фильма «Дикий стиль» независимого режиссёра Чарли Эхерна, а также документального фильма «Войны стилей» («Style Wars»), снятого Public Broadcasting Service (Национальным Телевещанием США) в 1983 году. Музыкальные хиты «The Message» и «Planet Rock» способствовали повышению интереса к хип-хопу и за пределами Нью-Йорка. Фильм «Войны стилей» не только продемонстрировал публике таких знаменитых райтеров, как Skeme, Dondi, MinOne и Zephyr, но также усилил роль граффити в зарождающейся в Нью-Йорке хип-хоп-культуре: кроме райтеров, в кино появляются известные брейк-данс-группы, такие как Rock Steady Crew, а в качестве саундтрека используется исключительно рэп. До сих пор считается, что фильм «Войны стилей» наиболее точно отобразил то, что происходило в хип-хоп-культуре в начале 1980-х. В рамках проходившего в 1983 году музыкального тура («New York City Rap Tour Fab») 5 Freddy и Futura 2000 продемонстрировали граффити в хип-хоп-стиле европейской публике в Париже и в Лондоне. Голливуд также проявил внимание к хип-хопу, когда в 1984 году на экраны всего мира вышел фильм «Beat Street», в котором снова фигурирует хип-хоп-культура. Во время создания этого фильма режиссёр консультировался с райтером PHASE 2.
Появление трафаретного граффити также относится к этому периоду. Первые примеры трафаретного искусства были созданы около 1981 года граффити-художником Blek le Rat в Париже, а к 1985 году они стали популярны во многих других городах, включая Нью-Йорк, Сидней и Мельбурн. Американский фотограф Чарльз Гейтвуд и австралийский фотограф Ренни Эллис запечатлели на своих снимках многие трафаретные граффити тех лет.

### Упадок граффити в Нью-Йорке

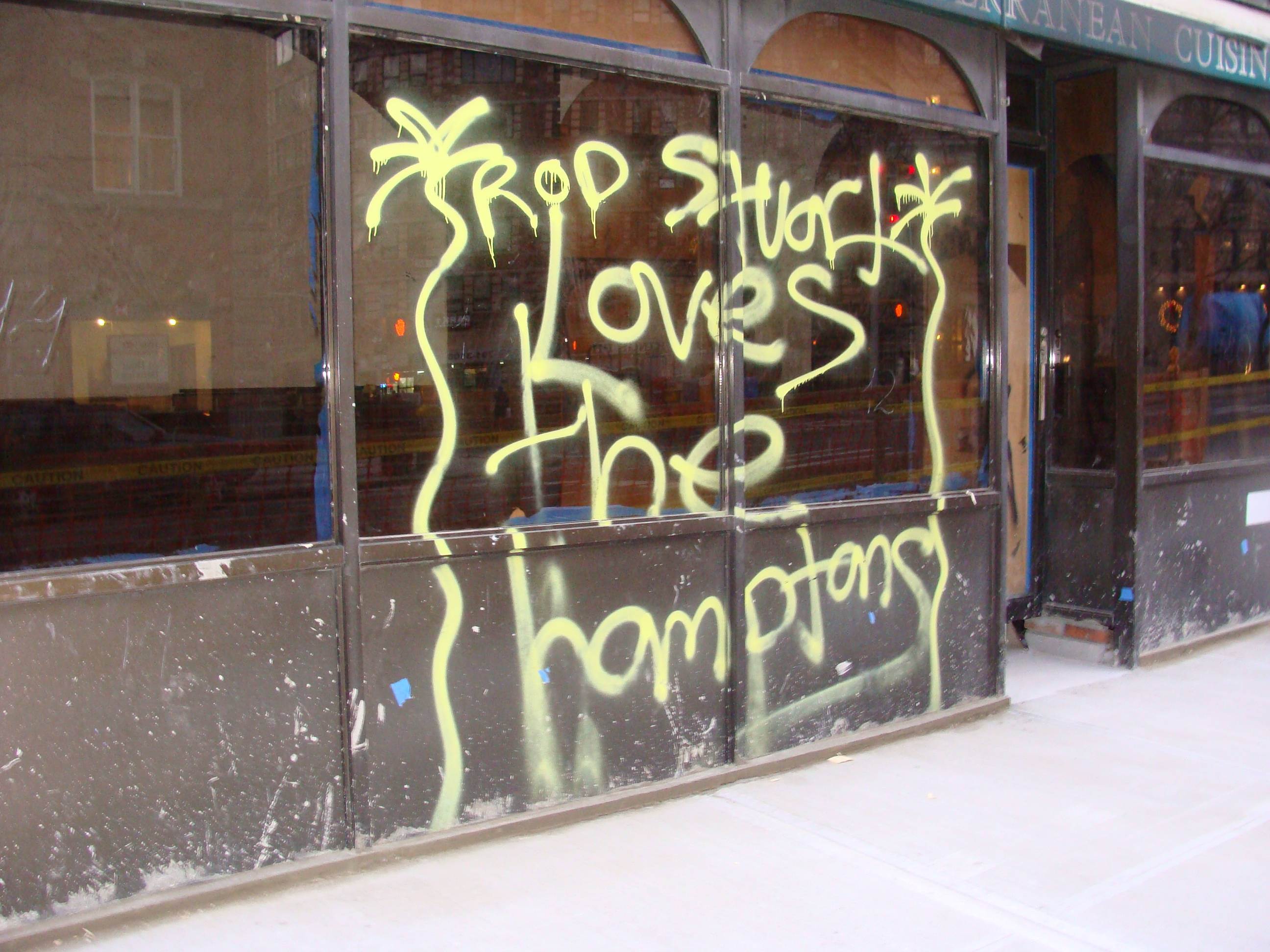
Надпись на витрине ресторана между Всемирным торговым центром и Чайна-тауном, Нью-Йорк

По мере того как культура граффити распространялась по США и за их границами, собственно культурный аспект нью-йоркского граффити практически исчез. Столь скорый упадок граффити объясняется несколькими причинами. Улицы стали более опасными из-за вспыхнувшей «эпидемии крэка». Городское законодательство разрабатывало более строгие наказания для граффитчиков, а из-за ограничений по продаже аэрозольной краски приобретать материалы стало очень сложно. Кроме этого, управление нью-йоркского метрополитена значительно усилило финансирование программы против граффити. Многие излюбленные райтерами места стали сильно охраняться, вооружённые патрули сторожили депо, возводимые заграждения стали надежнее, а уничтожение граффити стало активным и повсеместным. Писать граффити в метро стало сложно, и многие райтеры вышли на улицы. Сейчас уличное граффити, наряду с граффити в междугородних и товарных поездах, является преобладающей формой райтинга.
Несмотря на это, многие райтеры восприняли новые препятствия скорее как вызов, чем как причину бросить граффити. Однако это привело и к тому, что художники стали жестоко бороться за подходящие для райтинга места и контролировать свои территории. Как ни странно, очень важными для бомбинга стали физическая сила и количество человек в команде. Blade, Dondi, Min 1, Quik, Seen и Skeme относились к числу самых заметных и влиятельных граффитчиков той поры. Так закончилась эра привычного граффити в нью-йоркском метро, и в последующие годы в граффити остались только так называемые «крепкие орешки».

### Нью-Йорк (1985—1989)
В период с 1985 по 1989 год в граффити остались самые стойкие райтеры. Последним ударом для граффитчиков было то, что вагоны метро стали отправлять на металлолом. Вследствие ужесточения мер, принимаемых властями, искусство граффити шагнуло назад в своем развитии: прежние замысловатые, искусно выполненные на внешней стороне поездов куски сменились упрощёнными тегами, сделанными с помощью обычных маркеров.
Можно сказать, что к середине 1986 года Управления городского транспорта Нью-Йорка и Чикаго выигрывали «войну с граффити» и количество активно работающих райтеров заметно сократилось. Вместе с этим упал и уровень насилия, связанный с командами граффитчиков и «бомбингом». Некоторые райтеры 1980-х годов стали забираться на крыши домов и рисовать там. Известные граффити-художники Cope2, Claw Money, Sane Smith, Zephyr и T Kid активно рисовали именно в это время.

### Кампания по очистке нью-йоркских поездов
Эта эпоха граффити характеризуется тем, что большинство граффити-художников перенесли свои работы из вагонов метро и поездов в «уличные галереи». Кампания по очистке нью-йоркских поездов началась в мае 1989 года, когда власти Нью-Йорка стали просто убирать из системы городского транспорта те поезда, в которых были нарисованы граффити. Поэтому огромному числу райтеров пришлось искать новые пути самовыражения. Горячо обсуждался вопрос, является ли граффити формой искусства.
До начала движения по очистке нью-йоркского транспорта улицы многих городов, не только Нью-Йорка, были нетронуты граффити. Но после того, как власти принялись очищать метро и поезда, граффити хлынуло на улицы американских городов, где оно предстало перед невосприимчивой публикой.
Городские власти по всей стране ехидно назвали граффити паразитирующей болезнью, которая вырвалась за пределы Нью-Йорка и распространяется по США. Неумелое марание стен, зародившееся в Южном Бронксе, заполонило всю страну от восточного побережья до западного, появляясь на зданиях, мостах и шоссе в каждом крупном городе. Расходы на очистку городов от граффити взлетели до нескольких миллиардов долларов.
Многие райтеры нашли выход из этой ситуации в том, что стали демонстрировать свои работы в галереях или же организовали свои собственные студии.
Ещё в начале 1980-х к этому обратились такие граффити-художники, как Жан-Мишель Баския, который начинал с обычного теггинга (SAMO, его подпись, означала Same Old Shit, то есть «старая добрая марихуана»), а также Кит Харинг, которому удалось заниматься искусством в рамках арт-студий.
Иногда райтеры исполняли на фасадах магазинов такие сложные и красивые граффити, что владельцы магазинов не решались их закрашивать. Зачастую такие искусные работы выполнялись в память умерших. Фактически сразу после смерти рэпера Big Pun в Бронксе появились огромные настенные граффити, посвящённые его жизни, которые сделали BG183, Bio, Nicer TATS CRU. Подобным образом райтеры реагировали на смерть The Notorious B.I.G., Tupac Shakur, Big L и Jam Master Jay.

## Коммерциализация граффити и его становление в поп-культуре

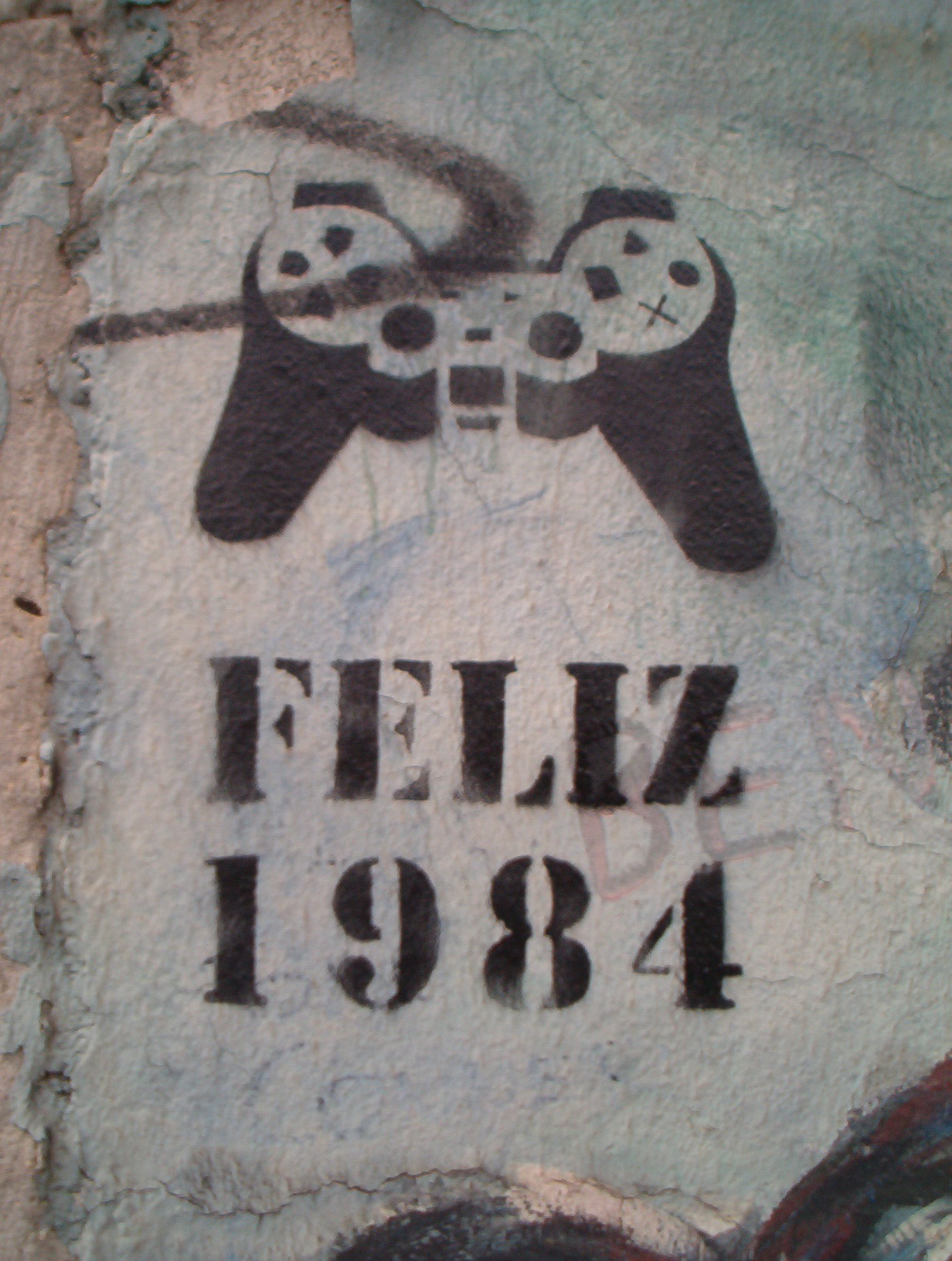
Трафарет на Берлинской стене

После обретения повсеместной популярности и относительной законности граффити перешло на новый уровень коммерциализации. В 2001 году компьютерный гигант IBM запустил рекламную кампанию в Чикаго и Сан-Франциско, в которой были показаны люди, рисующие аэрозольной краской на тротуарах символ мира, сердце и пингвина (пингвин — талисман Linux). Так демонстрировался слоган «Мир, любовь и Linux». Несмотря на это, из-за нелегальности граффити некоторые «уличные художники» были арестованы за вандализм, а компании IBM пришлось выплатить штраф в 120 тыс. долларов.
В 2005 году подобную кампанию запустила корпорация Sony. На этот раз рекламировалась новая портативная игровая система PlayStation Portable. Команда райтеров TATS CRU исполнила граффити для этой кампании в Нью-Йорке, Чикаго, Атланте, Филадельфии, Лос-Анджелесе и Майами. Учитывая неудачный опыт IBM, корпорация Sony заранее заплатила владельцам зданий за право рисовать на их стенах. Граффити представляло собой изображение потрясённых городских детей, играющих с PSP, словно это не игровая приставка, а скейтборд или игрушечный конь.
Граффити стало использоваться и видеоиграх обычно в положительном смысле. Например, серия игр «Jet Set Radio» (2000—2003) повествует о том, как группа подростков борется с гнётом тоталитарной полиции, которая пытается ограничить свободу слова граффитчиков. Сюжеты некоторых видеоигр отражают негативное отношение некоммерческих художников к тому, что искусство начинает работать на рекламу. Серия игр «Rakugaki Ōkoku» (2003—2005) для Sony PlayStation 2 повествует о том, как безымянный герой и его оживающие граффити сражаются против злого короля, который допускает существование только такого искусства, которое принесёт ему выгоду. Видеоигра «Marc Ecko’s Getting Up: Contents Under Pressure» (2006) обращается к граффити как средству политической борьбы и рассказывает о сражении против коррумпированного города, в котором подавляется свобода слова.
Другой игрой, в которой появляется граффити, была «Bomb the World» (2004), созданная райтером Кларком Кентом. Это онлайн-граффити-симулятор, в котором можно виртуально расписывать поезда в 20 местах по всему миру. В игре «Super Mario Sunshine» (2002) главный герой, Марио, должен очистить город от граффити, оставленных злодеем по имени Bowser Jr. Этот сюжет напоминает об успехах кампаний против граффити, организованных мэром Нью-Йорка Рудольфом Джулиани, и о подобных программах, предпринятых мэром Чикаго Ричардом Дэйли.

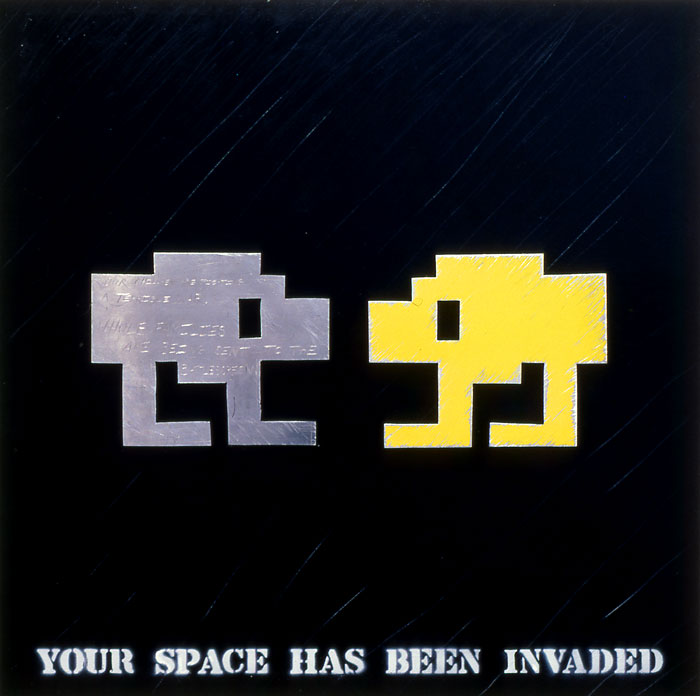
Граффити изображение игры 1978 года Space Invaders

Во многих видеоиграх, сюжет которых напрямую не связан с граффити, игрок может рисовать граффити в процессе игры, например в серии Tony Hawk, The Urbz: Sims in the City, Rolling и Grand Theft Auto: San Andreas. Граффити появляется и в The Darkness, Double Dragon 3: The Rosetta Stone, NetHack, Samurai Champloo: Sidetracked, The World Ends With You, The Warriors, Just Cause, Portal, различных вариантах Virtual Graffiti и других играх. Существует масса игр, в которых понятие «граффити» используется как синоним понятия «рисование», например в играх Yahoo! Graffiti, Graffiti и др.
Марк Эко, дизайнер городской одежды, защищает граффити и утверждает, что оно имеет все права считаться искусством: «Безусловно, граффити — это самое мощное движение в искусстве последнего времени, и оно сильно вдохновляло меня на протяжении всей моей карьеры».
Кит Харинг — ещё один известный граффитчик, который вывел поп-арт и граффити на коммерческий уровень. В 1980-х годах Харинг открыл свой первый поп-шоп («Pop Shop»), магазин, где он выставлял свои работы, которые до этого он рисовал на улицах города. В поп-шопе можно было приобрести и обычные товары — сумки или футболки. Харинг объясняет это так: «Поп-шоп делает мои работы доступными публике. Это участие на более высоком уровне. Смысл в том, что мы не хотели делать вещи, которые бы удешевили искусство. Другими словами, искусство остается искусством».
Граффити стало стартовой площадкой для художников и дизайнеров в Северной Америке и во всем мире. Американские граффитчики Mike Giant, Pursue, Rime, Noah и огромное число других сделали карьеру в дизайне скейтбордов, одежды и обуви в таких известных компаниях, как DC Shoes, Adidas, Rebel8 Osiris или Circa. В то же время многие райтеры, такие как DZINE, Daze, Blade, The Mac, превратились в художников, работающих в официальных галереях, причём использующих в своём творчестве не только аэрозольную краску, свой первый инструмент, но и другие материалы.
Но, наверное, самым выдающимся примером того, как граффити проникло в поп-культуру, является французская команда 123Klan. Команду 123Klan основали в 1989 году Scien и Klor. Постепенно они обратились к иллюстрированию и дизайну, продолжая одновременно практиковать граффити. В результате они стали разрабатывать дизайн, логотипы, иллюстрации, обувь и одежду для компаний Nike, Adidas, Lamborghini, Coca Cola, Stussy, Sony, Nasdaq и других.
Кульминацией таких взаимодействий, где граффити смешивается с видеоиграми и хип-хопом, стал выход телесериала, известного во всем мире под названием Kung Faux, создателем которого был Мик Нойман. Архивировано 7 января 2011 года.. В сериале можно найти черты классических фильмов с восточными единоборствами, изображения граффити, спецэффекты видеоигр, музыку хип-хопа и брейк-данс. Роли в сериале озвучивали граффитчики ESPO, KAWS, STASH, & Futura 2000, легендарный брейк-дансер Crazy Legs, а также исполнители хип-хопа Afrika Bambaataa, Biz Markie и Queen Latifah.

## Развитие граффити в мире

### Южная Америка

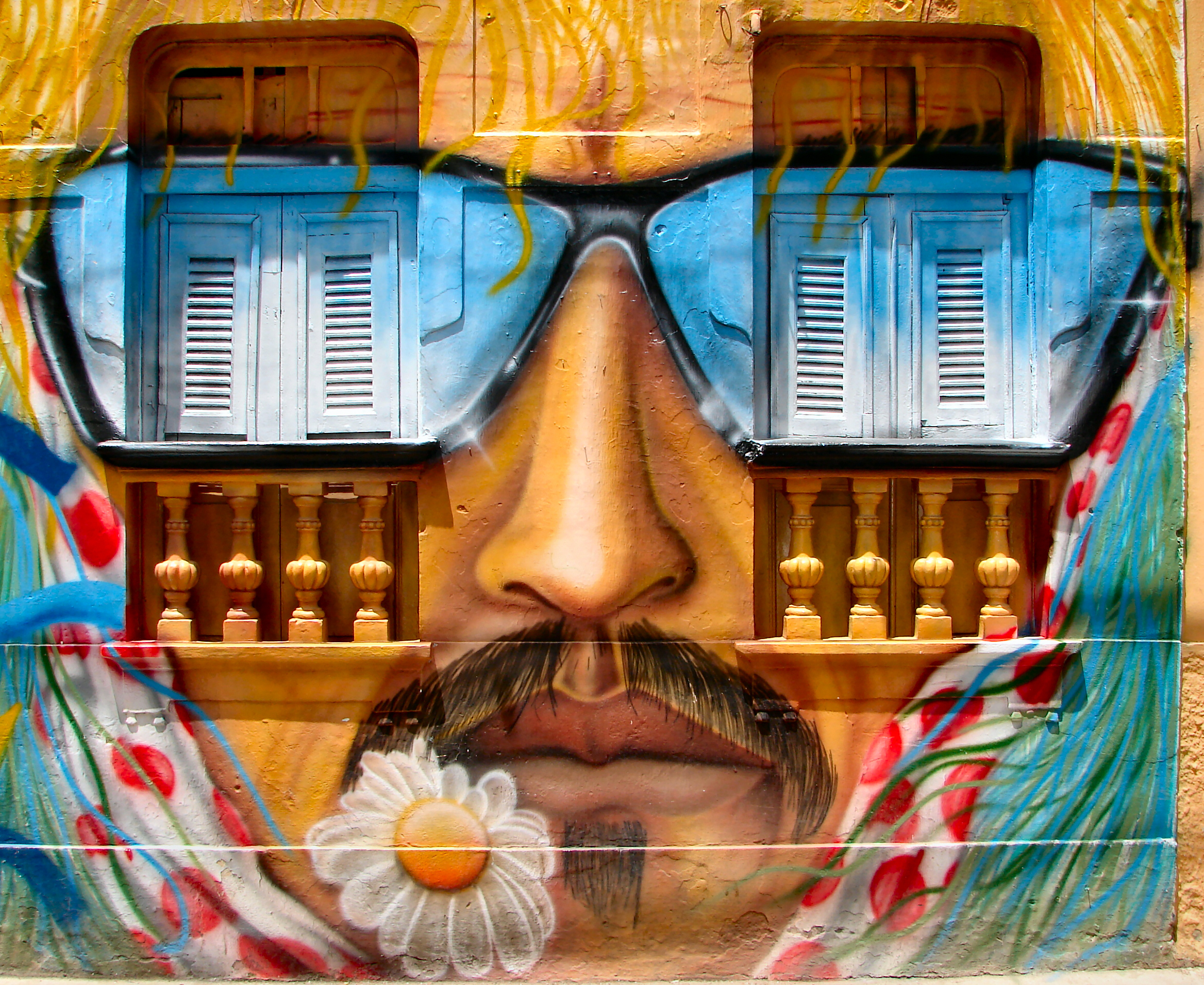
Искусно выполненное граффити в городе Олинда, Бразилия

В Бразилии, как ни в какой другой стране Южной Америки, граффити имеет значительные традиции и долгую историю. В настоящее время Сан-Паулу считается столицей граффити и местом вдохновения для райтеров со всего мира.
Бразилия «гордится уникальным и богатым граффити-наследием. Она приобрела международную репутацию места, куда стоит поехать за творческим вдохновением». Граффити «буквально цветёт в любом возможном уголке бразильских городов». Часто проводят параллель «между современным Сан-Паулу и Нью-Йорком 1970-х годов». «Быстро разрастающийся Сан-Паулу стал новой Меккой для граффитчиков»; известный граффити-художник и создатель трафаретов Тристан Манко говорит, что основными источниками, которые разжигают в Бразилии «живую, энергичную культуру граффити», являются «хронические бедность и безработица Бразилии, постоянная борьба и плохие условия жизни обездоленных людей». По сравнению с другими странами, «в Бразилии наблюдается самое нестабильное распределение доходов. Законы и налоги меняются очень часто». Все эти факторы, добавляет Manco, приводят к тому, что экономические барьеры и социальная напряжённость, раскалывающие и без того нестабильное общество, поддерживают и способствуют процветанию «фольклорного вандализма и городского спорта низших слоёв населения», то есть южноамериканского граффити.

### Ближний Восток

Граффити в Тегеране, Иран

На Ближнем Востоке граффити развивается медленно: в основном, граффитчики оставляют только небольшие теги в разных районах ОАЭ, Израиля и Ирана. Главная иранская газета Hamshahri опубликовала две статьи, посвящённые нелегальным художникам. Фотография в одной из статей запечатлела граффити-работу иранского райтера A1one на стенах Тегерана. Издаваемый в Токио журнал о дизайне PingMag напечатал интервью с Alone и фотографии его работ. Израильский разделительный барьер также стал подходящим местом для граффити, напоминая в этом смысле Берлинскую стену. Многие граффитчики приезжают в Израиль из других стран, как, например, JUIF из Лос-Анджелеса и DEVIONE из Лондона. По всему Израилю можно также часто увидеть религиозную цитату «נ נח נחמ נחמן מאומן» («Na Nach Nachma Nachman Meuman»).

### Россия

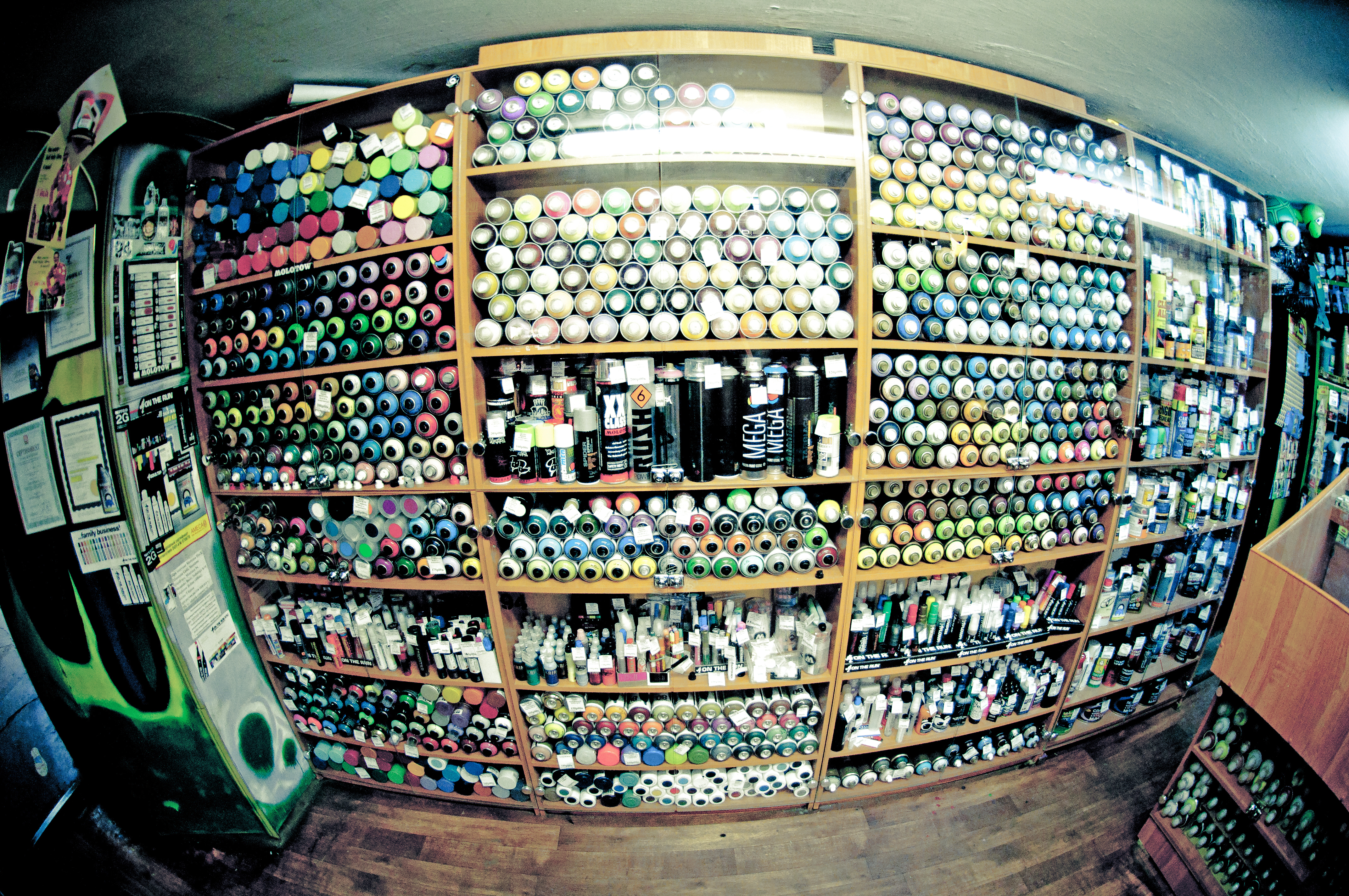
Первый граффити-магазин России был открыт в Твери в 1992 году, прозван уличными художниками "Подвал"

Зарождение российского граффити-движения произошло в 1980-х годах в СССР. Первыми российскими граффитчиками считаются Вадим Крыс из Латвии и Олег Баскет из Ленинграда. К концу 1990-х граффити становится массовым искусством в России и коммерциализируется.
В начале 2000-х у художников появляется доступ к профессиональной краске, специализированным изданиям и видео, начинают проводиться первые граффити-фестивали и акции, например, на чебоксарском хип-хоп-фестивале «Кофемолка» было организовано массовое создание монументальных граффити, а на фестивалях Snickers Урбания, которые регулярно проходили в крупных городах, был конкурс граффити, который судили Матрас и Топор из Jam Style Crew & Da Boogie crew. Большую роль в популяризации граффити сыграла российская брейк-данс-команда Da Boogie Crew, ведущая специальную рубрику в популярном молодёжном журнале Птюч.
В апреле 2006 года на территории будущего арт центра Винзавод в Москве прошёл трёхдневный фестиваль уличного искусства «Граффити Винзавод», в котором приняли участие более 70 художников. В 2008 году Паша 183 создал работу «Алёнка», одну из самых цитируемых работ в истории российского уличного искусства.
С 2010 года в Екатеринбурге проходит международный фестиваль уличного искусства «Стенограффия». За всю историю фестиваля было создано более 500 объектов, там приняли участие художники из 15 стран, в том числе: Sam3, Herakut, Fanakapan, Ampparito, Iнтереснi казки, Peeta, Покрас Лампас, Никита Nomerz, Слава Птрк, Саша Блот, Илья Мозги, Владимир Абих, Стас Багс и другие. В 2014, 2016 и 2018 годах в Москве проходила биеннале уличного искусства АРТМОССФЕРА, 2014 году в Санкт-Петербурге открылась общественная площадка Музея уличного искусства. Там же заработала первая выставка — Casus Pacis / «Повод к миру».
В 2016 году Игорь Поносов написал и издал первую русскоязычную книгу про уличное искусство «Искусство и город», за которую в этом же году был удостоен премии Сергея Курёхина в номинации «Лучший текст о современном искусстве», а в 2019-м был номинирован на премию Кандинского в номинации «Научная работа. Теория и история современного искусства».
В июне 2017 году художник Миша Most создал самый большой мурал в мире в городе Выкса, на фасаде ВМЗ. В Нижнем Новгороде ежегодно с 2017 года проходит международный проект уличного искусства «Место», охватывающий граффити, стрит-арт, неомурализм, городские интервенции, уличные перформансы, микро-стрит-арт и так далее. Куратор проекта — нижегородский художник Никита Nomerz. В Екатеринбурге проходит партизанский самоорганизованный фестиваль уличного искусства «Карт-бланш». В 2022 году фестиваль вышел за пределы Екатеринбурга и прошёл сразу в международном формате.
В 2019 году творческое объединение «Артмосфера» выпустили «Энциклопедию российского уличного искусства» — издание, впервые объединившее биографические статьи об уличных художниках, авторскую хронологию уличного искусства и глоссарий основных терминов, относящихся к граффити и стрит-арту. В 2022 году в рамках фестиваля «Место» была презентована печатная «Энциклопедия уличного искусства Нижнего Новгорода» (1980—2020).

## Материалы и техника создания граффити

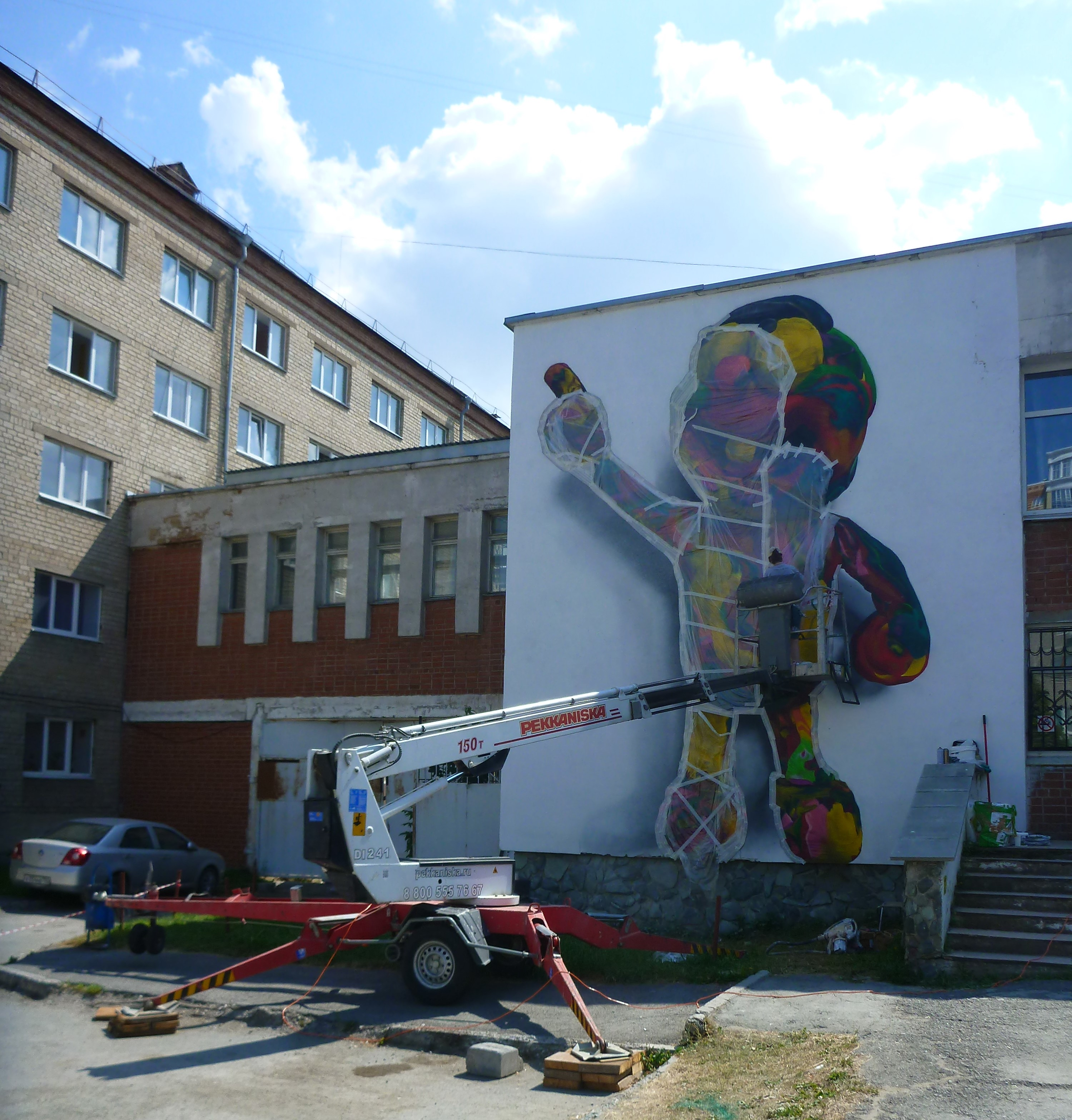
Для нанесения огромных граффити используют подъёмник, Екатеринбург, 14 июля 2022 года

Сегодня граффити-художник использует целый арсенал средств для создания успешного рисунка. Аэрозольная краска в баллонах — самый главный и необходимый инструмент в граффити. Используя этот материал, райтер может создать огромное количество разнообразных стилей и техник. Аэрозольная краска продаётся в граффити-магазинах, хозяйственных магазинах или магазинах художественных товаров, причём в настоящее время можно найти краску практически любого оттенка.
Также широко используются маркеры, кисти, валики, трафареты, постеры и наклейки.
Трафаретное граффити, зародившееся в начале 1980-х годов, создается путём вырезания форм из жёсткого, плотного материала, к примеру картона. Готовый трафарет прикладывается к холсту, и поверх него быстрыми, легкими и точными движениями распыляется аэрозольная краска. Эта техника граффити стала популярна благодаря своему быстрому исполнению.

### Современные эксперименты с материалами
Современное граффити зачастую включает элементы других искусств и использует новые технологии. К примеру, «Graffiti Research Lab» («Лаборатория по исследованию граффити») вдохновила райтеров на использование в работах проецируемых изображений и магнитных светодиодов. Итальянский художник Kaso занимается восстанавливающим граффити, экспериментируя с абстрактными формами и тщательно продуманными трансформациями прежних граффити работ. Yarnbombing, «Ярнбомбинг» (от yarn — пряжа) — ещё один новый вид уличного искусства. Ярнбомбинг состоит в украшении уличного пространства с помощью разноцветных вязаных или трикотажных тканей или предметов.

## Виды и стили традиционного граффити

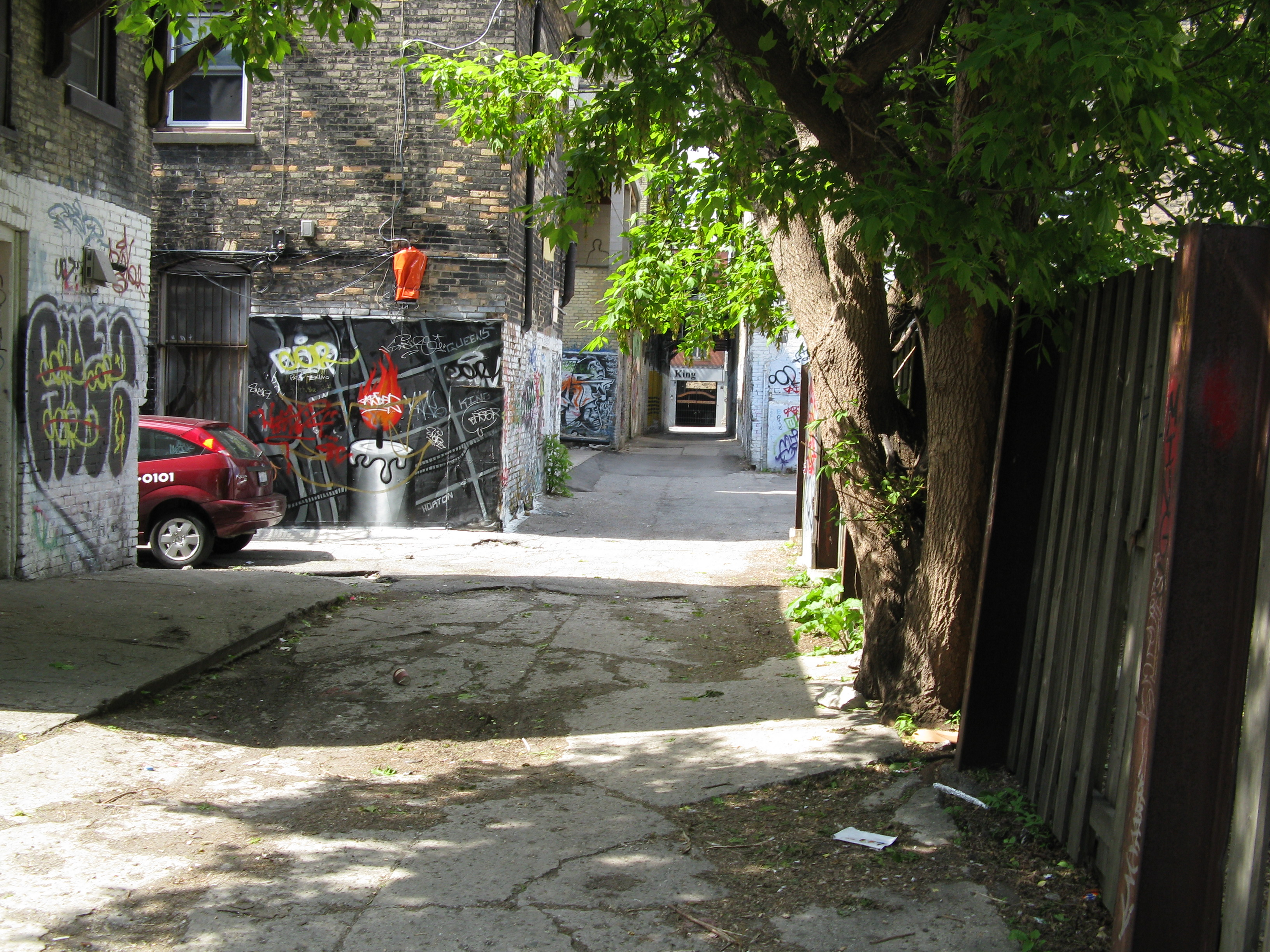
Множество различных стилей граффити можно обнаружить в лондонском переулке Ontario

Некоторые из самых распространённых стилей граффити имеют своё собственное название. Тег («tag») — самое базовое понятие, написание имени художника, его личная подпись. Теггинг — безусловно, самая распространённая форма райтинга. Иногда теги могут содержать тонкие намеки или таинственные сообщения, а также инициалы команды райтеров или другие буквы. Ещё одна форма теггинга, называемая «писсингом» («pissing»), заключается в том, чтобы перезаправляемый огнетушитель наполнить краской вместо его обычного содержимого. Использование такого метода позволяет создавать теги высотой в 6 метров. Однако из-за сложности исполнения рисунок нередко получается кривым и небрежным.
«Бомбинг» — ещё одна форма граффити. «Бомбы» рисуют очень быстро, в 2-3 цвета, жертвуя качеством ради скорости. «Кусок» («piece», «masterpiece») — это более сложное исполнение имени райтера, которое включает более стилизованные буквы и большее количество цветов. Конечно, создание «куска» требует большего времени и увеличивает вероятность того, что художника поймают.
«Троу ап» — один из самых простых стилей граффити. Отличительные черты этого стиля — округлые формы, минимальное расстояние между буквами и использование небольшого количества цветов. Иногда «троу апы» наносятся контурно одним цветом. Такие троу апы называют «флоп».
«Блокбастеры» или «роллеры» («blockbuster» или «roller») — это огромные куски, обычно выполненные в простой печатной манере с целью покрытия большой поверхности с использованием двух контрастных цветов. Иногда «блокбастеры» специально перекрывают другие граффити и делают стену недоступной для новых работ. Для создания таких больших граффити необходим валик для покраски, а также большое количество дешёвой краски.
Стиль «Blockbuster» — стиль, получивший широкую известность благодаря работам Dondi White. Blockbusters — это большие буквы, которые рисуются отдельно, имеют более-менее стандартную форму и легко читаются. В основном такие рисунки выполняются баллоном или распылителями красок. Главная задача blockbusters — занять большую площадь за короткий период времени. Именно поэтому чаще всего они использовались для «whole car bombing» — полного разрисовывания вагонов или авто.
Стиль «wildstyle» — это более сложный вид граффити. Его чертами являются сплетения букв, острые углы. Название стилю дал характер рисунка — дикий, взрывной, непонятный, так как часто буквы настолько переплетены и введено такое множество посторонних элементов, что читаемость практически пропадает.
Весьма сложным и необычным стилем граффити является 3D, в котором создаётся иллюзия объёмности. 3D-граффити часто рисуют не только на стенах, но и на асфальте. Также их иногда используют в рекламных целях. Известные художники, работающие в этом направлении: Эдгар Мюллер, Джулиан Бивер и Курт Веннер.
Иногда художники рисуют на стикерах (клеящейся бумаге) и расклеивают их на стены. Несмотря на то что такой вид граффити считают слишком простым, а художников обвиняют в лености, стикеры всё же нередко выполнены очень искусно и сочетают в себе использование нескольких материалов. Обычно теги рисуют на почтовой клеящейся бумаге, так как её можно легко достать и она бесплатна.
Многие граффитчики считают, что значительные временные затраты, необходимые для создания большого куска, не оправдывают себя. В зависимости от опытности художника и размера граффити на создание куска может уйти от 30 минут до целого месяца. Это продемонстрировал Saber MSK, когда рисовал самый большой в мире «masterpiece». К тому же любой другой райтер может перекрыть кусок своим небольшим троу-апом. В фильме «Войны стилей» появляется райтер по имени CAP, который разрушает чужие куски, рисуя поверх них. «Кэппинг» («capping»), как позже стали называть это явление, вызывает сильное негодование со стороны райтеров.

## Изучение применения уличного искусства в общественной сфере

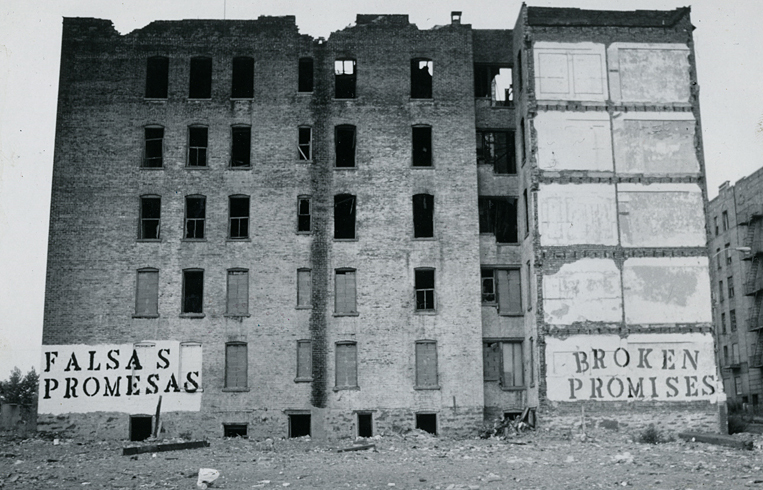
Трафаретные граффити Джона Фекнера. Южный Бронкс, Нью-Йорк, 1980 год

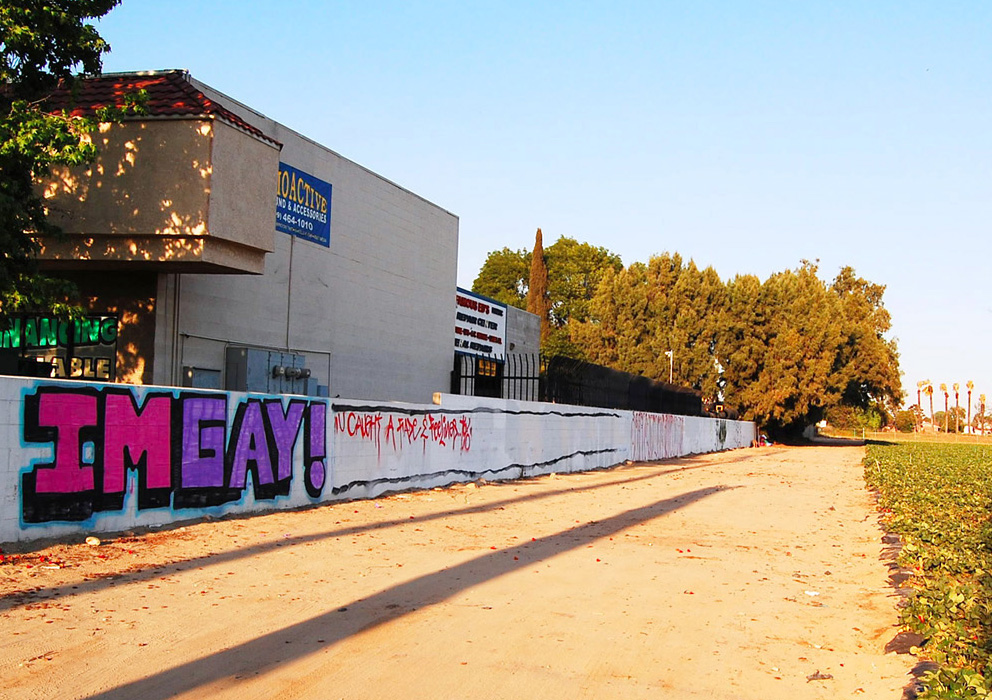
Граффити как средство выражения сексуальной ориентации. Монтклэр, Калифорния

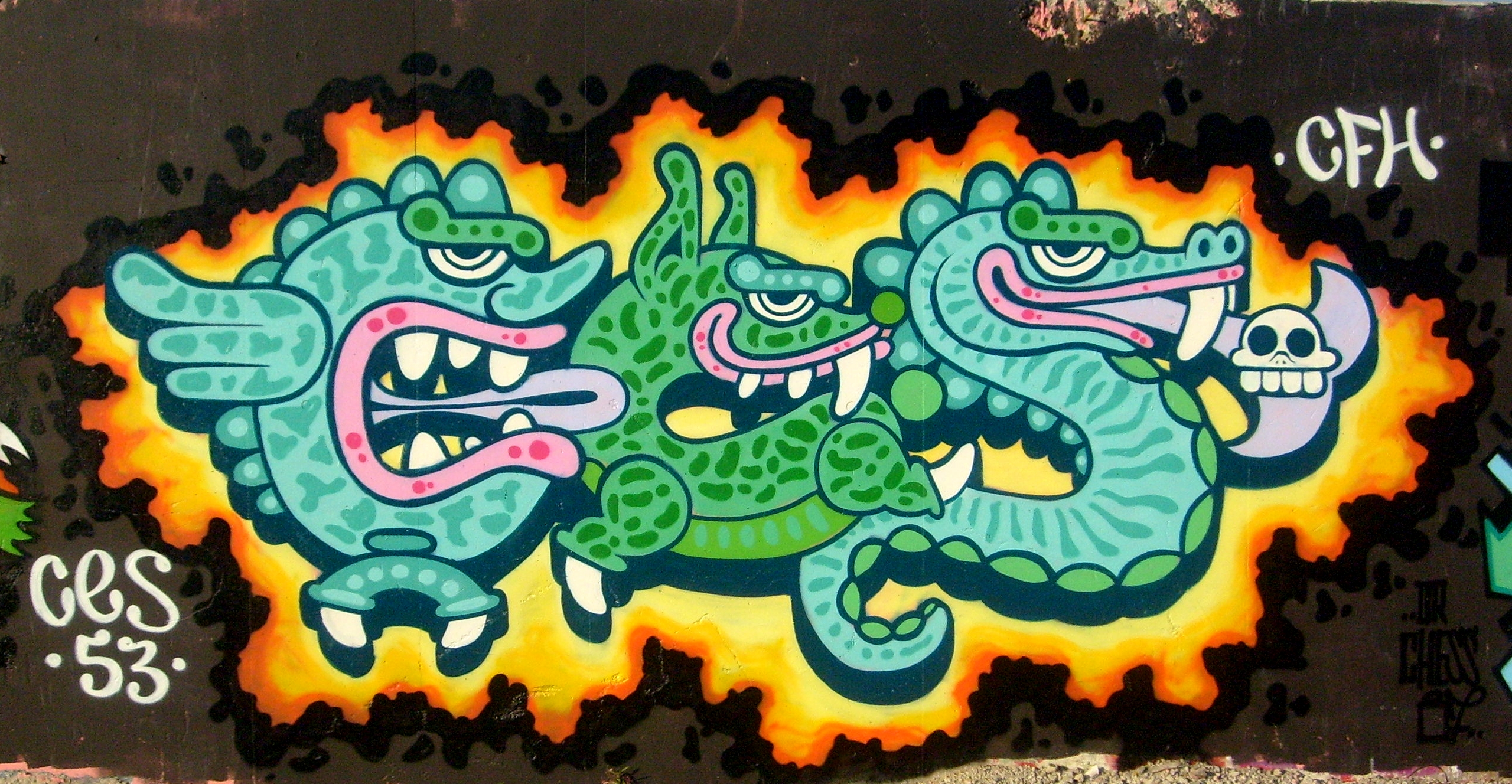
«Возвращение трёх забавных типов», работа голландского граффитчика Ces53

Первые теории, объясняющие использование граффити авангардными художниками, появились ещё в 1961 году, когда в Дании был основан Скандинавский институт сравнительного вандализма («Scandinavian Institute of Comparative Vandalism»). Современные аналитики и даже искусствоведы стали признавать, что граффити обладает художественной ценностью, а также является формой уличного искусства. По утверждениям многих исследователей, в частности из Голландии и из Лос-Анджелеса, этот вид уличного искусства к тому же является довольно эффективным средством в борьбе за социальные и политические права.
Настенные изображения в Белфасте и Лос-Анджелесе играют несколько другую роль. В периоды политических конфликтов такие рисунки служили средством самовыражения и общения между членами социально, этнически или расово разделённых сообществ. Подобные граффити способствовали установлению диалога между враждующими или разъединёнными сторонами. К примеру, Берлинская стена была практически вся покрыта рисунками, отражающими гнетущее давление советских властей на ГДР.
Многие художники, занимающиеся граффити, также заинтересованы похожим видом искусства — трафаретным граффити. В принципе, оно состоит в нанесении рисунка аэрозольной краской через трафарет. Художница Матханги Арулпрагасам, выступающая также под псевдонимом M.I.A., прославившаяся в начале 2000-х годов после организации выставки и публикации некоторых цветных трафаретов на тему этнического конфликта в Шри-Ланке и городской жизни Британии, известна также своими музыкальными видеоклипами на синглы «Galang» и «Bucky Done Gun», где она по-своему трактует тему политической жестокости. Стикеры с её рисунками часто появляются на столбах и дорожных знаках в Лондоне. Сама M.I.A. стала музой для множества граффитчиков и художников из многих стран.
Джон Фекнер, прозванный писательницей Люси Липпард «главным райтером городской среды, пиарщиком оппозиции», известен всему миру своими огромными буквенными инсталляциями, которые он рисовал с помощью трафарета на зданиях по всему Нью-Йорку. Его послания почти всегда указывали на социальные и политические проблемы.

### Анонимные художники
Над граффити-художниками постоянно нависает угроза наказания за создание своих работ в публичных местах, поэтому ради безопасности многие из них предпочитают оставаться анонимными. Бэнкси (Banksy) — один из самых известных и популярных уличных художников, который продолжает скрывать своё имя и лицо от общественности. Он прославился политическими и антивоенными трафаретными граффити в Бристоле, но его работы можно увидеть в разных местах от Лос-Анджелеса до палестинских территорий. В Британии Бэнкси стал своего рода иконой нового художественного движения. На улицах Лондона и в пригородах очень много его рисунков. В 2005 году Бэнкси рисовал на стенах Израильского разделительного барьера, где сатирически изобразил жизнь по другую сторону стены. На одной стороне он нарисовал дыру в бетоне, через которую виден райский пляж, а на другой — горный пейзаж. С 2000 года проводятся выставки его работ, и некоторые из них принесли организаторам большие деньги. Искусство Бэнкси — превосходный пример классического противопоставления вандализма и искусства. Многие ценители искусств одобряют и поддерживают его деятельность, в то время как городские власти считают его работы актами вандализма и разрушением частной собственности. Многие бристольцы полагают, что своими граффити Бэнкси снижает ценность зданий и подаёт дурной пример.
Pixnit — ещё одна художница, скрывающая свою личность. В отличие от Бэнкси, чьи работы несут антигосударственную идею, Pixnit предпочитает темы красоты и оригинального дизайна. Чаще всего она рисует цветочные мотивы над магазинами в своем родном городе Кэмбридж, в штате Массачусетс. Владельцам некоторых магазинов очень нравятся её работы, и они не убирают их, а иногда даже просят художницу продолжать рисовать.

### Радикальные и политические граффити

Вандализированное трафаретное пропутинское граффити «R-Evolution» в Москве, 2012 г.

Репутация граффити связана с субкультурой, оппозиционной государственным властям, хотя политические взгляды разных граффитчиков могут сильно расходиться. Граффити может выражать политическую активность, а может быть одним из массы средств гражданского сопротивления. Таким примером стала анархическая панк-группа Crass, которая на рубеже 1970—1980-х годов рисовала в лондонском метро трафаретные граффити с антивоенными, анархистскими, феминистскими и анти-потребительскими посланиями.
Панк-граффити получило своё развитие в Амстердаме: весь город был буквально исписан именами ‘De Zoot’, ‘WoRmi’, ‘Vendex’ и ‘Dr Rat’. Специально для того, чтобы запечатлеть эти граффити, был основан панк-журнал под названием Gallery Anus. Поэтому когда в начале 1980-х годов в Европу проникло хип-хоп-движение, здесь уже процветала живая и активная культура граффити.
В мае 1968 года в ходе студенческих протестов и всеобщей забастовки весь Париж был украшен революционными, анархистскими и ситуационистскими слоганами, такими как L’ennui est contre-révolutionnaire («Скука контрреволюционна») и Lisez moins, vivez plus («Читайте меньше, живите больше»). Эти граффити, хоть и не отразили полностью свою эпоху, передали чувство пророческого и бунтующего духа, приправленного словесным остроумием.

Я думаю, граффити отражает наше поколение. Извините мой французский, но мы не кучка педиков. Художников всегда считали вялыми и спокойными, немного свихнувшимися. Мы в этом смысле больше похожи на пиратов. Мы защищаем свою территорию. И где бы ни рисовали, мы свирепо защищаем свои места.
— Сандра ‘Lady Pink’ Фабара, граффитчица

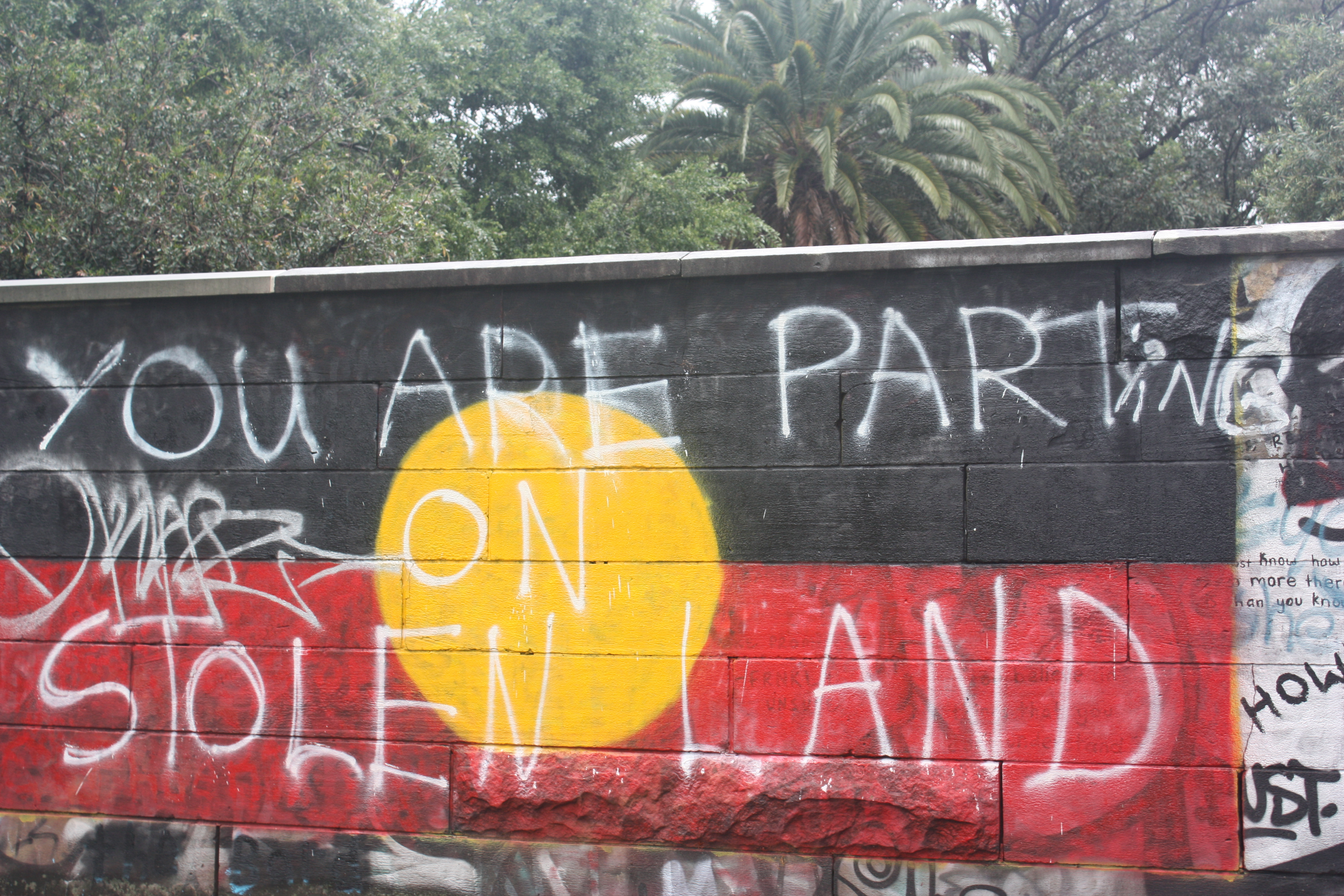
Политическое граффити в Сиднее

Развитие граффити в условиях арт-галерей, колледжей, уличного и андеграундного искусства привело к тому, что в 1990-х годах вновь появились формы искусства, открыто выражающие острые политические и культурные противоречия. Это выразилось в антирекламе, создании слоганов и изображений, ломающих конформистское представление о мире, навязанное СМИ.
До сих пор искусство граффити считается незаконным, кроме тех случаев, когда художник не использует перманентную краску. Начиная с 1990-х годов, всё больше граффитчиков обращаются к неперманентным краскам из-за ряда причин, но в основном потому, что в таком случае полиции будет сложно предъявить художнику обвинение. В некоторых сообществах такие недолговечные работы существуют дольше, чем работы, созданные перманентной краской, потому что зачастую они выражают мысли и настроения всего сообщества. Это похоже на гражданский протест людей, выступающих на уличных демонстрациях — такой же недолговечный, но всё-таки эффективный протест.
Порой, когда много художников в одном месте решают работать неперманентными материалами, между ними возникает что-то вроде неофициального соревнования. То есть чем дольше рисунок останется нетронутым и не разрушится, тем большее уважение и почёт заслужит художник. Незрелые, мало продуманные работы сразу же стираются, а работы наиболее талантливых художников могут просуществовать до нескольких дней.
Неперманентными красками рисуют в основном те, для кого важнее утвердить контроль над имуществом, чем создать сильное произведение искусства, выражающее политические или другие взгляды.
Современные художники используют разнообразные и часто несовместимые техники и средства. К примеру, Александр Бренер использовал и видоизменял работы других художников, придавая им политическое звучание. Даже вынесенные ему судебные приговоры он представлял как форму протеста.
Средства выражения, которыми пользуются художники или их объединения, очень варьируют, изменяются, и сами художники не всегда одобряют работы друг друга. К примеру, в 2004 году антикапиталистическая группа the Space Hijackers создала рисунок о том, как противоречиво Бэнкси использует капиталистические элементы в своих рисунках, и о том, как он трактует политические образы.
Наивысшим проявлением политических граффити являются граффити, с помощью которых политические группировки выражают своё мнение. Этот метод ввиду своей незаконности стал излюбленным среди группировок, исключённых из установленной политической системы (к примеру, крайне левые или крайне правые). Они оправдывают такую деятельность тем, что у них нет денег или нет желания на официальную рекламу, а также тем, что «истеблишмент» или «правящая верхушка» контролирует средства массовой информации, не давая возможности выразить альтернативные или радикальные точки зрения. Вид граффити, используемый такими группировками, обычно очень прост и зауряден. К примеру, фашисты рисуют знак свастики или другие нацистские символы.
Ещё одну новаторскую форму граффити придумали в Великобритании в 1970-х члены Фронта по Освобождению Денег. Это было свободное объединение андеграундных журналистов и писателей, куда входили поэт и драматург Хиткот Уильямс, а также издатель и драматург Джей Джефф Джонс. Они начали использовать бумажные деньги как средство пропаганды контркультурных идей: они перепечатывали банкноты, обычно изображая на них Джона Булля, карикатурный образ типичного англичанина. Несмотря на своё недолгое существование, Фронт по Освобождению Денег стал ярким представителем альтернативного Лондонского литературного сообщества, которое располагалось на улице Лэдброук Гроув. На этой улице всегда было много юмористических граффити, выражающих идеи антиистеблишмента.

Североирландский политический конфликт также породил огромное количество граффити. Кроме слоганов, Североирландские граффити включали и большие настенные живописные работы. Такие настенные рисунки разделяли территории уличных группировок так же, как флаги и раскрашенные камни тротуаров. Рисунки обычно выполнялись на фасадах домов, а также на Линиях мира — высоких стенах, разделяющих враждующие стороны. Настенные граффити были сильно стилизованы, и разные политические партии прибегали к разным образам в живописи. Ольстерские лоялисты обращались к историческим событиям, начиная с войны между Яковом II и Вильгельмом Оранским, заканчивая XVII веком, а граффити республиканцев отражали сюжеты современного конфликта в Северной Ирландии.
Граффити используют для разграничения территории, где каждая группировка имеет определённый набор тегов и логотипов. Такие граффити как бы показывают чужаку, чья это территория. Рисунки, связанные с уличными группировками, содержат таинственные знаки и сильно стилизованные буквы-инициалы. С их помощью объявляется состав группировок, имена противников и союзников, но чаще всего эти изображения просто помечают границы — как территориальные, так и идеологические.
Одной из самых известных граффити социалистической эпохи было изображение поцелуя Брежнева и Хонеккера на Берлинской стене. Автор Дмитрий Врубель.

### Граффити как средство законной и незаконной рекламы

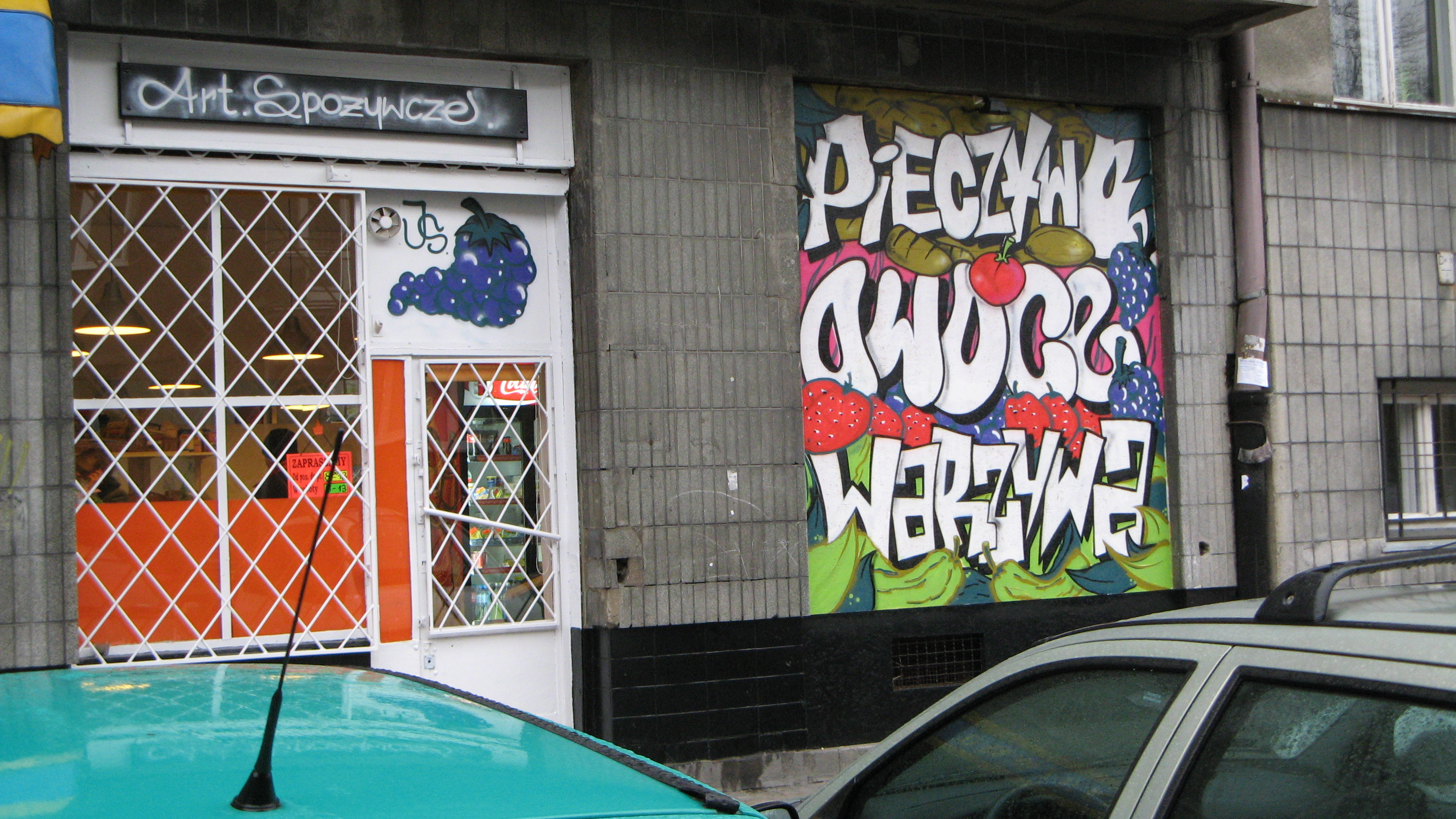
Законное граффити на витрине бакалейной лавки. Варшава, Польша

Граффити использовалось как средство и законной, и незаконной рекламы. Нью-Йоркская команда райтеров TATS CRU прославилась тем, что делала рекламные кампании для таких корпораций, как Cola, McDonalds, Toyota и MTV. Магазин Boxfresh в Ковент Гардене использовал трафаретные граффити с изображением революционных плакатов Сапатисты, рассчитывая на то, что необычная реклама поможет продвижению бренда. Компания по производству алкоголя Smirnoff наняла художников для создания «обратных граффити», то есть художники стирали грязь и пыль с разных поверхностей в городе таким образом, чтобы чистые места составляли рисунок или рекламный текст (реверсивное граффити). Шепард Фэйри, который придумал легендарный постер Барака Обамы ‘HOPE’, начинал с кампаний по расклейке стикеров по всей Америке, на которых была написана фраза «У гиганта Андре есть своя банда». Фанаты книги о Чарли Кипере использовали трафаретные граффити с изображением драконов и стилизованных заголовков книги для того, чтобы привлечь к ней внимание.
Многие граффитчики расценивают легальную рекламу не иначе как «оплаченное и узаконенное граффити» и выступают против официальной рекламы.

## Декоративное и высокое искусство

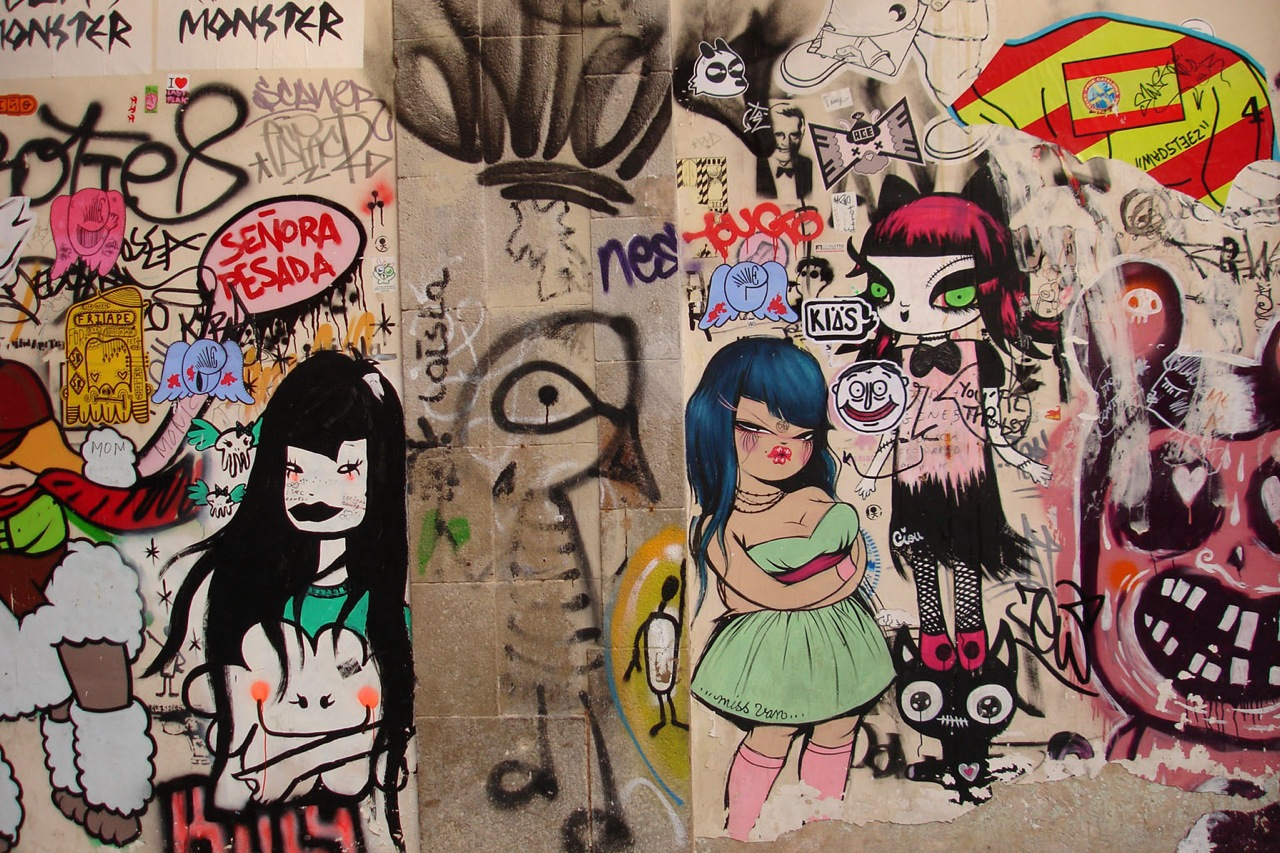
Граффити Miss Van и Ciou в Барселоне

Стиль граффити нашел отражения в работах художников начиная с первой половины XX века. Во многих произведениях Жоана Миро, Пауля Клее, Пабло Пикассо очевидно проявляется влияние техники граффити, прежде всего лаконизм, использование минимального количества графических элементов для создания композиции, резкая контрастность палитры. В СССР пионером использования техники граффити в живописи стал Евгений Михнов-Войтенко, создавший в 1957—1959 гг. несколько циклов граффитических работ, наиболее известен из которых цикл «Тюбик».
В 2006 году на выставке в Бруклинском музее серия граффити была представлена в качестве новой формы искусства, которое зародилось в отдалённых районах Нью-Йорка и достигло своих высот в начале 1980-х годов в творчестве Crash, Lee, Daze, Кита Харинга и Жана-Мишеля Баския.

Выставка состояла из 22 работ нью-йоркских граффитчиков, включая Crash, Daze и Lady Pink. В статье журнала Time Out Magazine куратор выставки Шарлотта Котик выразила надежду на то, что выставка заставит зрителей пересмотреть свои взгляды относительно граффити. Вот как отреагировал на эту выставку Теренс Линдалл, художник и исполнительный директор Художественно-исторического центра города Уильямсбурга: «На мой взгляд, граффити революционно. Любую революцию можно считать преступлением, но угнетённые и подавленные люди хотят выразить себя, им нужна отдушина, поэтому они пишут на стенах — это естественно».

Настенная роспись в Минске

В Австралии искусствоведы расценили некоторые из местных граффити как обладающие достаточной художественной ценностью и определили граффити как форму изобразительного искусства. Книга «Австралийская живопись 1788—2000 годов», выпущенная издательством Оксфордского университета, завершается долгой дискуссией о том, какое место граффити занимает в современной визуальной культуре.
Современные художественные граффити — это результат долгой истории традиционных граффити, которые сначала представляли собой просто процарапанные слова или фразы, а теперь превратились в живописное выражение мыслей и чувств.
С марта по апрель 2009 года 150 художников выставили 300 граффити в Большом Дворце в Париже. Так французский художественный мир принял новую форму изобразительного искусства.

## Взаимоотношение граффити и власти

### Северная Америка

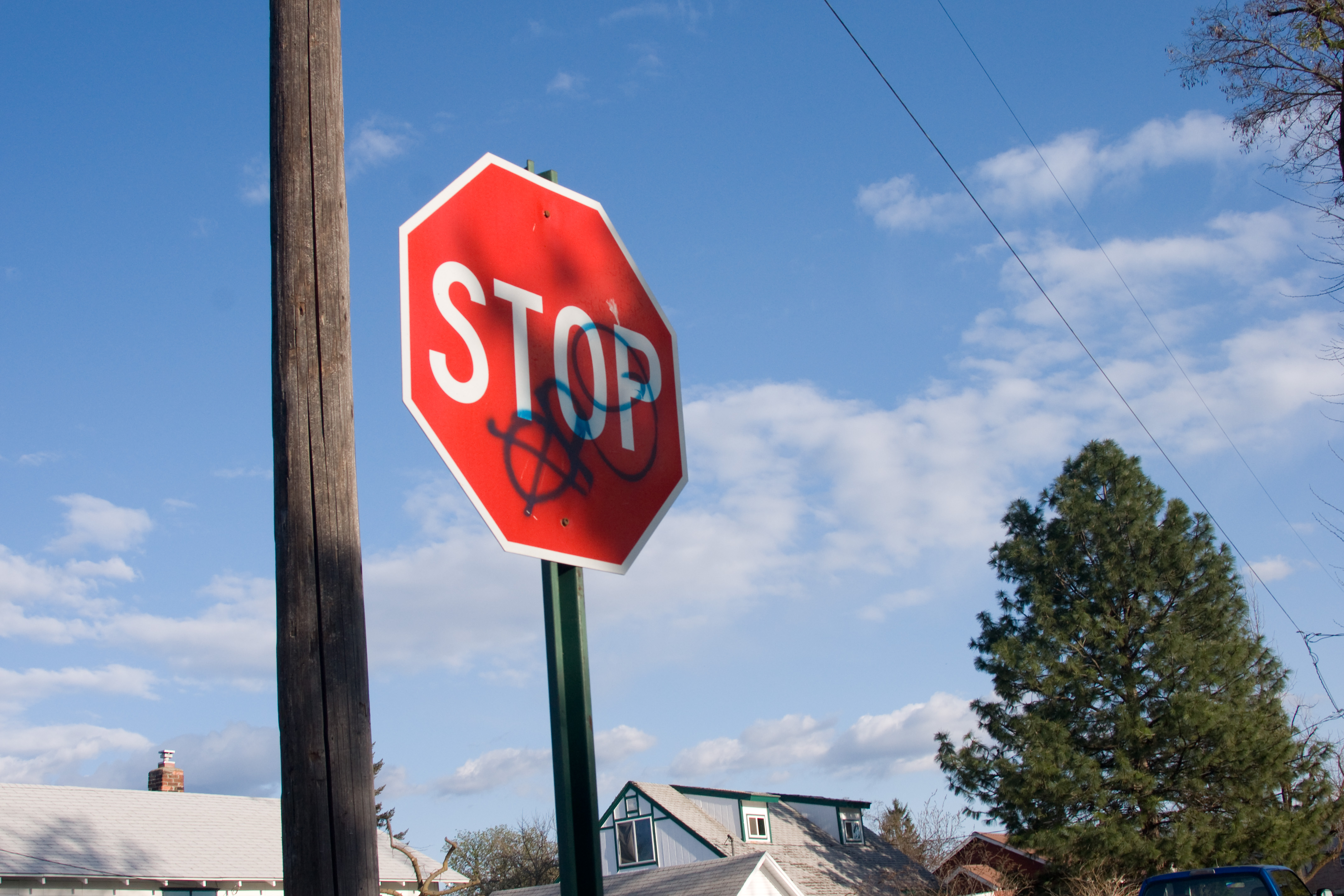
Знак криминальной группировки на дорожном знаке. Спокан, штат Вашингтон

Защитники воспринимают граффити как способ преобразования общественного пространства или как открытую демонстрацию произведений искусства; их оппоненты считают граффити нежелательной помехой или актом вандализма, которое требует значительных средств на восстановление испорченного имущества. Граффити можно рассматривать и в контексте уровня жизни: противники граффити подчёркивают, что там, где есть граффити, возникает ощущение нищеты, запустения, а также повышенное чувство опасности.
В 1984 году в Филадельфии была создана Организация против граффити (Philadelphia Anti-Graffiti Network (PAGN)), для борьбы с граффити преступных группировок. В составе этой организации возникла «Программа по настенной живописи» («Mural Arts Program»). Согласно ей, в местах, которые были обычно сильно исписаны граффити, были созданы сложные, большие настенные рисунки, охраняемые городскими властями. За их порчу или разрушение можно было получить штраф и другие наказания.
В метро в Филадельфии можно увидеть уникальный пример того, как долго сохранились граффити. Остановка the Board and Spring Garden (находится на линии the Broad & Ridge) долгое время была закрыта, поэтому там до сих пор сохранились теги и рисунки более чем 15-летней давности.
Защитники «Теории разбитых окон» считают, что даже небольшие разрушения, мусор или граффити на улице неизбежно приводит к увеличению уровня вандализма, загрязнений и даже к более серьёзным правонарушениям. Разрешать такие проблемы нужно, когда они ещё малы, полагают основатели этой теории. Бывший мэр Нью-Йорка Эдвард Коч пожертвовал большие суммы на развитие и раскрутку «теории разбитых окон», поэтому неудивительно, что вскоре, в начале 1980-х годов в Нью-Йорке была запущена программа против граффити. Управление городского транспорта взяло на вооружение химические растворы, бесследно растворяющие краску. Райтеры, которых отогнали от поездов, стали подниматься на крыши домов и рисовать там. С тех самых пор Нью-Йорк ведёт жёсткую войну с граффити, хотя в некоторых других странах граффити рассматривается законом как незначительное правонарушение.
В 1995 году мэр Нью-Йорка Рудольф Джулиани учредил специальную Комиссию против граффити, многопрофильную организацию, призванную бороться с граффити-вандалами. Ужесточились карательные меры за порчу общественного имущества. В том же году статья 10-117 административного кодекса Нью-Йорка запретила продажу аэрозольной краски лицам до 18 лет. Новый закон также требовал, чтобы продавцы такой краски держали баллончики в закрытых ящиках либо под прилавком, чтобы магазинные воры не смогли их украсть. За нарушение этих законов полагался штраф в 350 $ за каждый конкретный случай. Знаменитый Нью-Йоркский граффитчик Zephyr выразил свою негативную оценку этих законов.
С 1 января 2006 года по закону, предложенному членом городского совета Питера Валлоне, лицам до 21 года запрещалось иметь аэрозольную краску или перманентные маркеры. Этот закон вызвал бурное негодование со стороны известного бизнесмена и модельера Марка Эко. От имени молодых художников и «законных» граффитчиков он подал в суд на мэра Майкла Блумберга и члена городского совета Валлоне. 1 мая 2006 года состоялось судебное заседание, на котором судья Джордж Дэниелс удовлетворил требования истца. С 4 мая 2006 года недавние поправки к законодательству, направленные против граффити, были отменены, а департаменту полиции запрещалось усиливать ограничения в отношении граффити. Подобная мера была представлена в апреле 2006 года к рассмотрению в округе Нью-Касл, штат Делавэр, и была официально принята месяцем позже.
Мэр Чикаго Ричард Дэйли создал комитет по ликвидации граффити в городе (буквальное название «Разрушители граффити»). Комитет принимал заявки горожан о том, в каких местах Чикаго есть граффити, и предлагал бесплатную очистку в течение суток. Эта организация стирала рисунки абразивными растворителями или закрашивала их совместимыми с городской обстановкой красками.
В 1992 году в Чикаго был принят закон, запрещающий продажу и хранение аэрозольной краски, некоторых видов инструментов для гравировки, а также маркеров. Закон проходил по главе 8-4 «Административного кодекса об общественном порядке и благополучии», раздел 100: «Бродяжничество». Специальный закон (8-4-130) признавал граффити преступлением и предполагал наложение штрафа в размере не менее $500, что превосходит размеры взысканий за нахождение в общественном месте в состоянии алкогольного опьянения, за осуществление мелкой торговли и за нарушение религиозной службы.
В 2005 году власти Питтсбурга создали базу данных граффити, в которой фиксировали разные виды граффити, появившиеся в городе. С помощью этой базы данных можно было по принципу сходства найти все граффити одного райтера. Таким образом заметно увеличивалось количество улик против подозреваемого художника. Первым граффитчиком, за которым признали создание огромного числа граффити по всему городу, был Дэниел Джозеф Монтано. Его называли «Королём граффити» за то, что он оставил свои теги более чем на 200 зданиях. Его приговорили к 2,5 годам лишения свободы.

### Европа

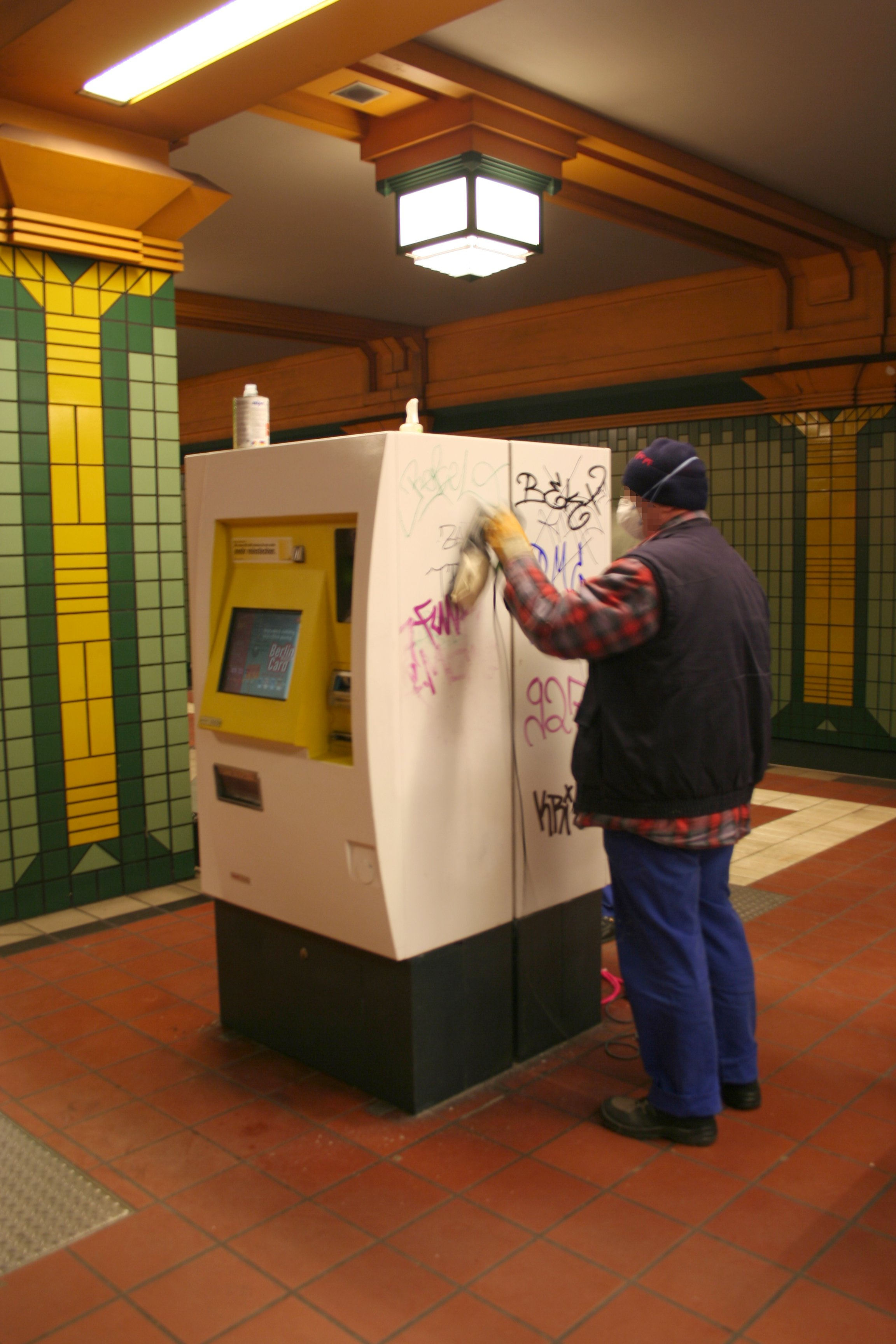
Ликвидация граффити в Берлине

В Европе также создавались отделения по ликвидации граффити, которые порой приступали к выполнению обязанностей с безудержной энергией. Так случилось в 1992 году во Франции, когда члены местной команды скаутов так рьяно уничтожали граффити, что повредили два доисторических изображения бизона в гроте де Мерьер-Сюперьер, недалеко от французской деревни Брюникель. За это в 1992 году команде скаутов была вручена Шнобелевская премия по археологии.

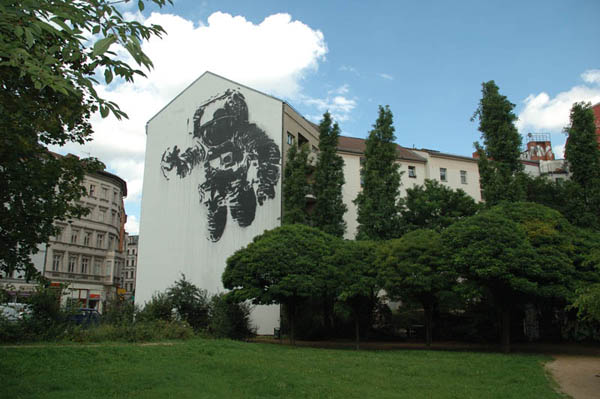
Космонавт. Художник Виктор Аш. Берлин, 2007 год

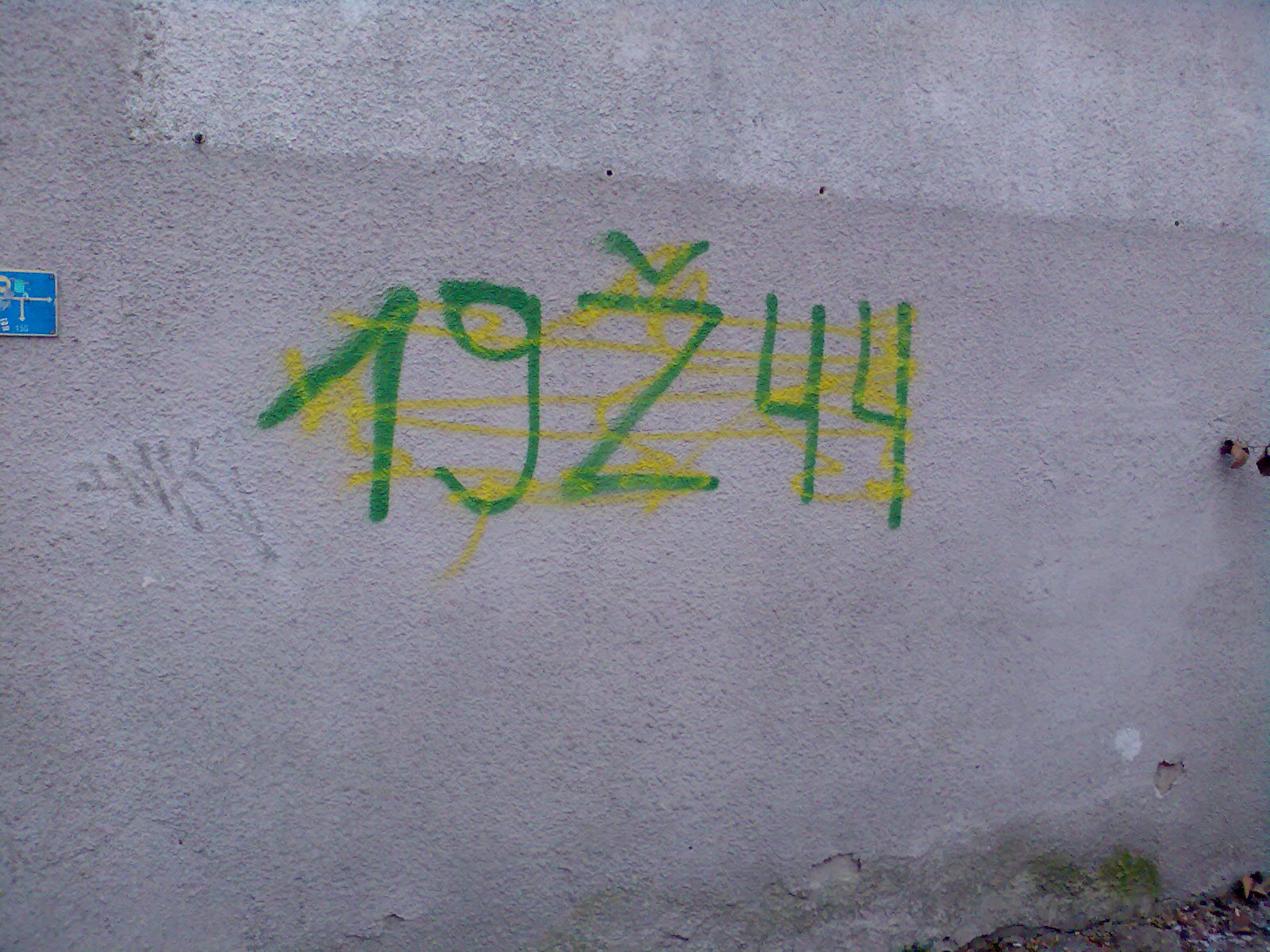
19Ž44 — логотип баскетбольного клуба Жальгирис

В сентябре 2006 года Европейский парламент поставил вопрос о необходимости создания Европейской комиссией новых законов, касающихся городской среды. Целью таких законов должно стать предотвращение и ограничение грязи, мусора, граффити, экскрементов животных, а также чрезмерного шума, производимого домашними и передвижными музыкальными системами на улицах европейских городов.
Закон от 2003 года об антисоциальном поведении стал одним из самых новых в британском законодательстве против граффити. В августе 2004 года в рамках кампании «Сохраним Британию в чистоте» был выпущен пресс-релиз, призывающий к жёсткой борьбе с граффити и поддерживающий идеи о штрафовании райтеров прямо на «месте преступления», а также идею о запрете на продажу аэрозольной краски лицам до 16 лет. Этот пресс-релиз осуждает использование граффити в рекламе и музыкальных клипах. По словам авторов релиза, реальная сторона граффити сильно отличается от его «крутого» имиджа.
В поддержку этой кампании 123 члена Британского парламента (включая премьер-министра Тони Блэра) подписали хартию, которая гласила: «Граффити не искусство, граффити — преступление. От лица моих избирателей я сделаю все, что в моих силах, чтобы избавить наше сообщество от этой проблемы». Несмотря на это, именно в Англии появился художник, или, как он сам себя называет, арт-террорист, Бэнкси, перевернувший стиль британского граффити (выдвинув на первый план трафаретное граффити — для большей скорости) и изменивший его содержание. Его работы полны сатиры по поводу социального и политического состояния Великобритании. Часто он рисует обезьян и крыс.
Согласно закону об антисоциальном поведении, британские городские советы имеют право принимать меры против владельцев испорченного имущества. Так обычно происходит с владельцами зданий, которые не убирают граффити и другие виды загрязнений с защитных щитов.

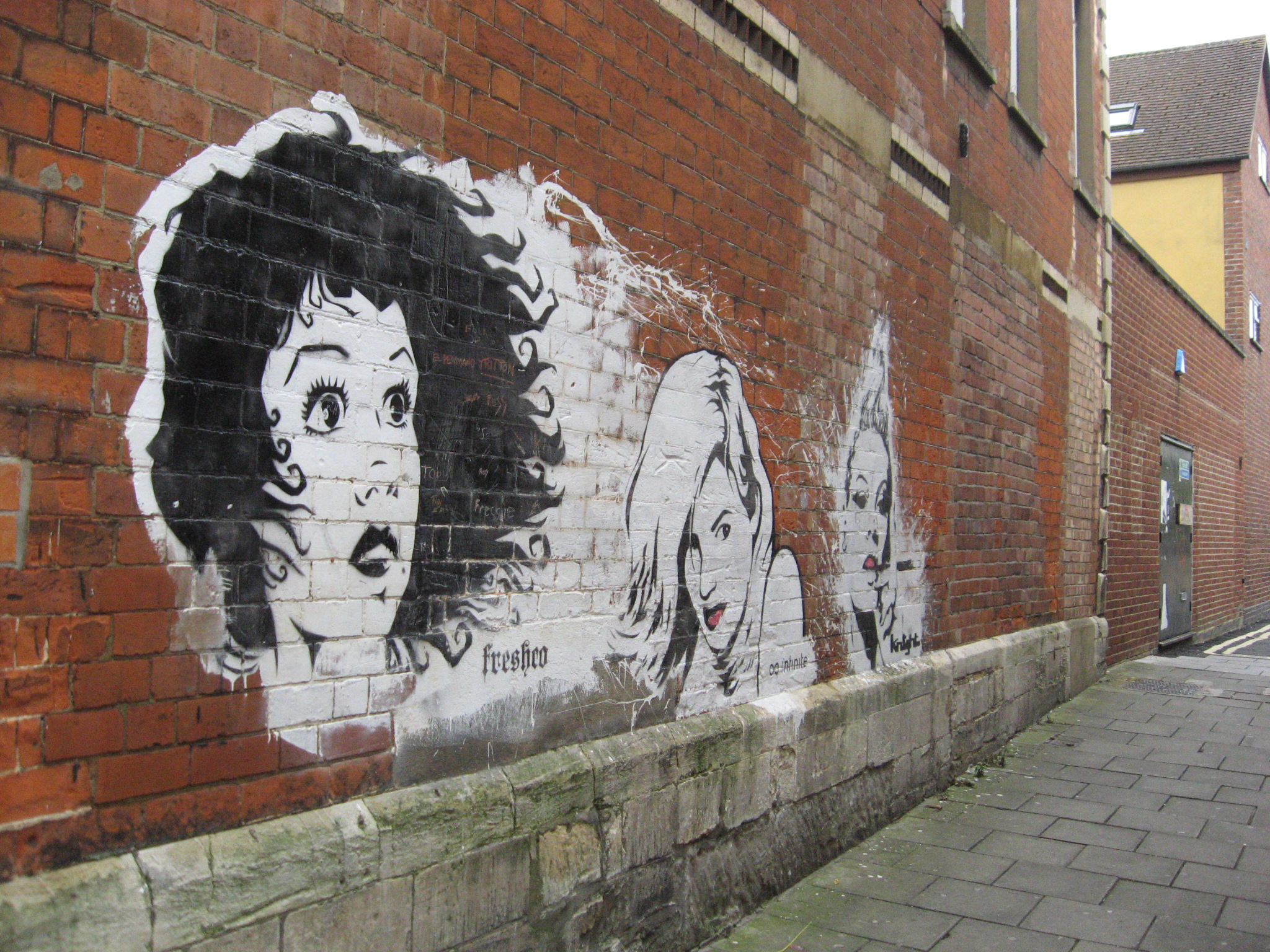
«Одобренное граффити» в городе Страуд. Глостершир, Англия

В июле 2008 года граффити-художники были впервые осуждены за участие в предумышленном преступлении. В течение трёх месяцев полиция вела наблюдение за девятью членами команды DMP. Им предъявили обвинение в предумышленном нанесении имущественного ущерба, оценённого в 1 миллион фунтов стерлингов. Пятеро участников команды получили тюремные сроки от 18 месяцев до 2 лет. Беспрецедентные масштабы расследования и строгость наказания вновь разожгли общественные дебаты о том, считать ли граффити искусством или преступлением.
Некоторые городские советы, как, например, в Страуде графства Глостершир, выделили целые зоны, где граффитчики имеют право рисовать. Такие зоны включают подземные тоннели, парковки и стены, на которых в любом случае — законно или незаконно — появятся граффити.
В Будапеште общественное движение «Я люблю Будапешт» борется с этой проблемой, добиваясь расширения подобных законных зон для граффити.

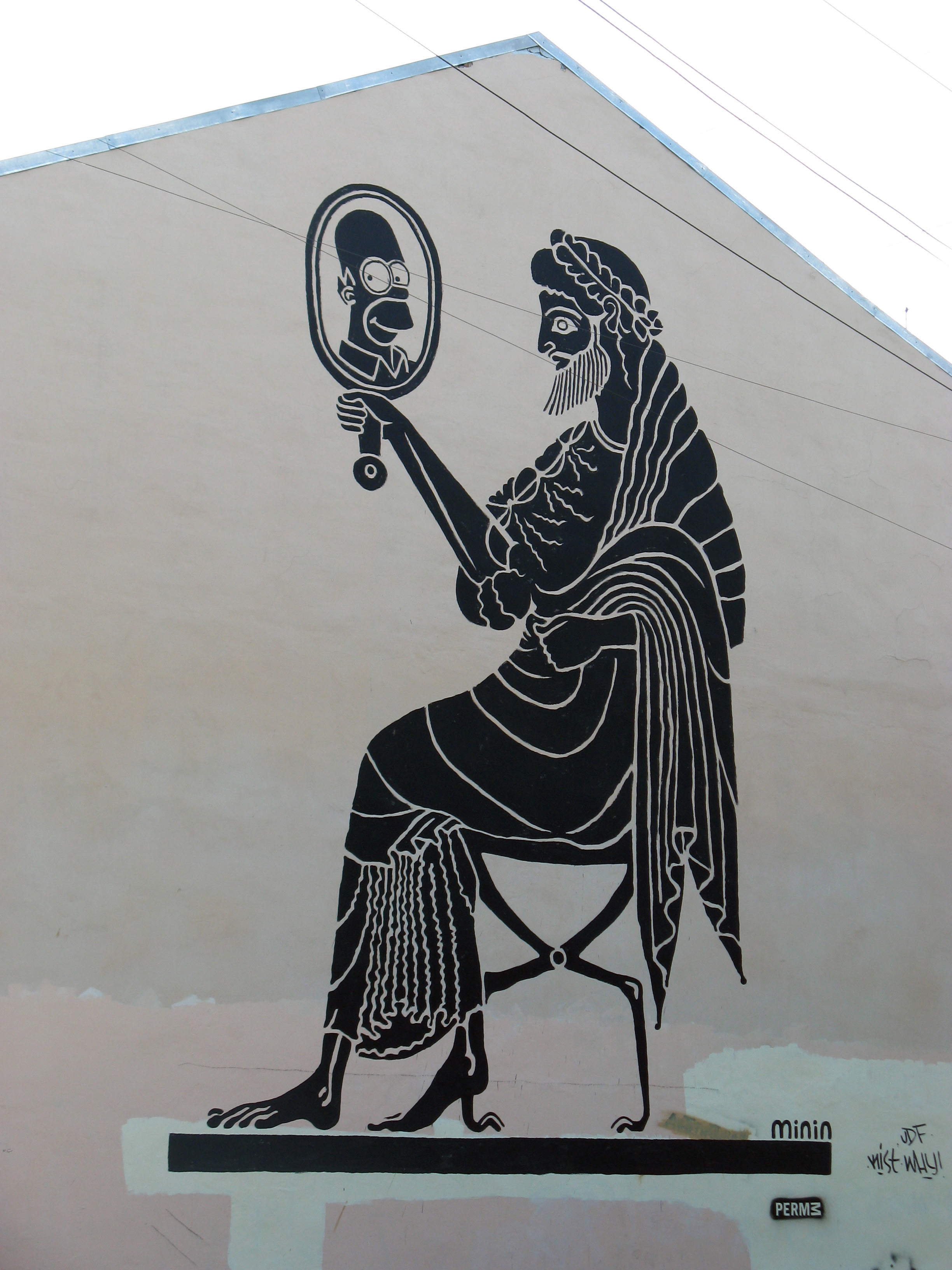
«Культурное» граффити «Гомер» в Перми

В Перми с 2010 года выделяются специальные площади на общественных зданиях и сооружениях для согласованного размещения граффити.
Легальный статус имеет проводящийся с 2010 года международный фестиваль уличного искусства «Стенограффия».

### Австралия
Намереваясь снизить уровень вандализма, многие австралийские города выделили специальные стены и зоны для граффитчиков. Один из таких примеров — «Туннель граффити», расположенный на территории университета Сиднея. Любой студент университета может рисовать там, рекламировать что-либо, вывешивать плакаты или выражать себя любым другим образом.
Сторонники такой идеи говорят, что она снижает уровень мелкого вандализма и вдохновляет художников на создание настоящего искусства, без опасений быть пойманными за вандализм или порчу имущества. Противники осуждают такой подход и утверждают, что существование законных мест для граффити не обязательно снижает количество нелегальных граффити где бы то ни было. В некоторых регионах Австралии возникают «команды против граффити», которые ликвидируют граффити в своем районе. Такие граффити-группировки, как BCW («Buffers Can’t Win» — переводится как «дураки не выиграют»), пытаются быть на шаг впереди таких команд.
Правительства многих штатов запретили продажу или хранение аэрозольной краски лицами до 18 лет. Несмотря на это, несколько местных органов государственного управления признали культурную ценность определённых граффити, среди которых — выдающиеся политические граффити. Строгие законы против граффити, принятые в Австралии, предполагают выплату штрафа до 26 000 австралийских долларов и два года тюремного заключения.
Мельбурн славится своими граффити и привлекает множество туристов. К примеру, Хоузи-лэйн стал любимым местом фотографов, которые снимают здесь свадебные фотографии или корпоративную рекламу. Издательство Lonely Planet, выпускающее путеводители для туристов, называет эту улицу главной городской достопримечательностью. Но и в других частях Мельбурна можно встретить всевозможные виды уличного искусства — районы Фицрой, Коллингвуд, Норткот, Брансвик, Св. Кильда и CBD среди тех, где нанесено много трафаретов и стикеров. Чем дальше от центра города, тем больше граффити-тегов появляется на стенах, особенно по ходу движения пригородных поездов. Многие художники из разных стран, к примеру Бэнкси, работали в Мельбурне. В начале 2008 года для сохранения его трафаретного произведения был возведен экран из органического стекла. Благодаря стараниям местных уличных художников его работа сохранилась с 2003 года, хотя недавно её облили некоторым количеством краски.

### Новая Зеландия
В феврале 2008 года премьер-министр Новой Зеландии Хелен Кларк объявила об ужесточении карательных мер относительно граффити. Она назвала граффити преступлением, связанным с вторжением и нанесением вреда общественному и частному имуществу. Принятое чуть позже законодательство содержало запрет на продажу аэрозольной краски лицам до 18 лет, а также повышало штраф за граффити с 200 до 2000 новозеландских долларов. Вместо штрафа суд может назначить длительный срок общественных работ. Вопрос теггинга горячо обсуждался после инцидента, случившегося в январе 2008 года в Окленде, когда пожилой владелец дома ударил ножом одного из двух райтеров подросткового возраста. Юноша погиб, а мужчина был обвинён в непредумышленном убийстве.

### Азия

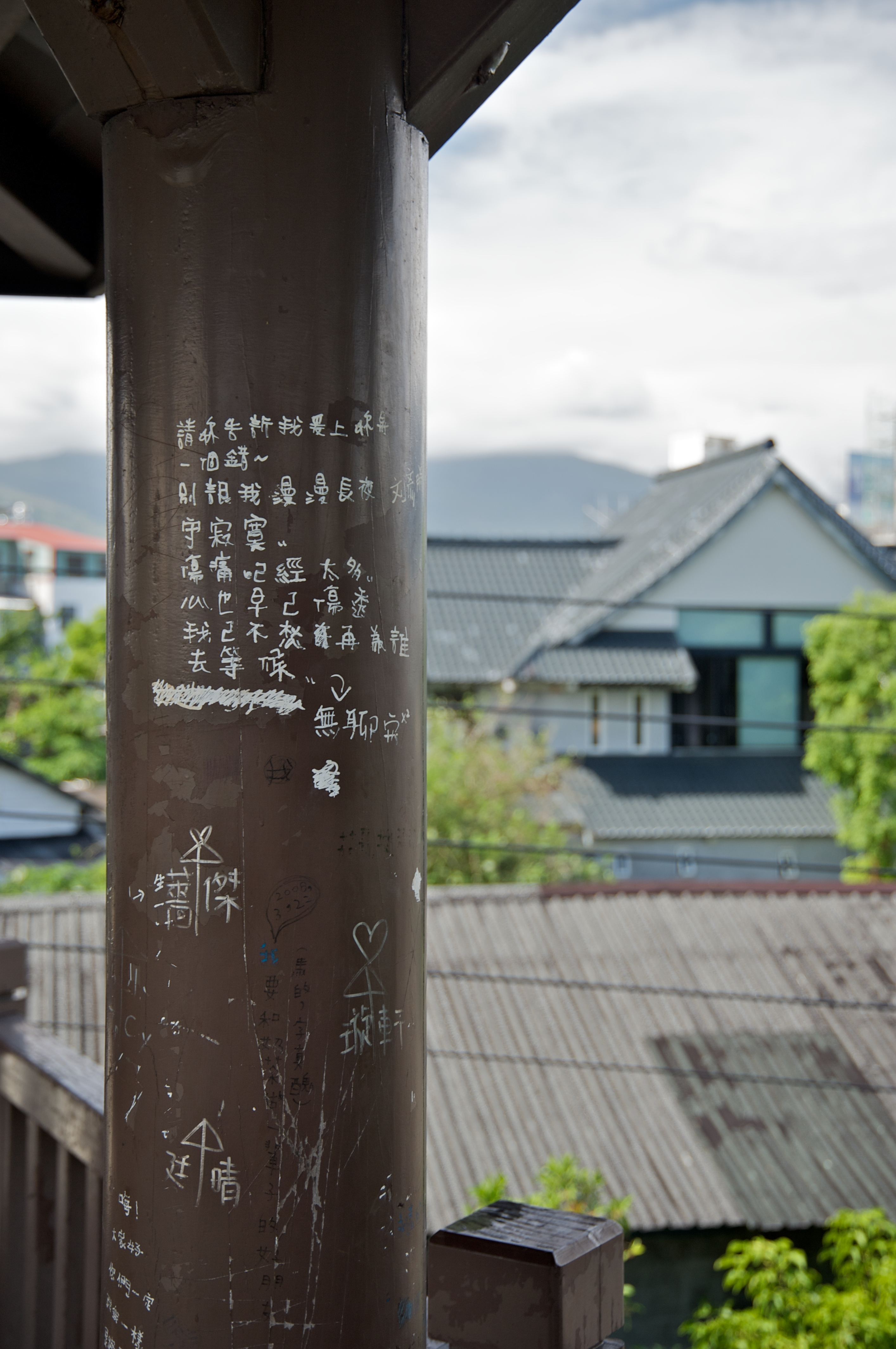
Уличное искусство в поэтической форме. Тайвань

В Китае граффити появились одновременно с политической деятельностью Мао Цзэдуна, который в 1920-е годы использовал нанесение революционных слоганов и рисунков в общественных местах для поддержания и оживления коммунистической революции в стране. Мао принадлежит рекорд в создании самого длинного граффити, содержащего 4000 героев, в котором он критикует китайское общество.
В Гонконге на протяжении нескольких десятилетий работал райтер Цан Цу Чой, которого даже прозвали Королём Коулуна. Он повсюду писал китайские каллиграфические знаки, в которых заявлял свои права на эту территорию. Некоторые из его работ официально охраняются.
В 1993 году в Сингапуре полиция арестовала студента сингапурской американской школы, Майкла П. Фэя, по подозрению в том, что он нарисовал граффити на нескольких дорогих автомобилях. После допроса его признали виновным в вандализме. Фэй признал себя виновным в том, что разрисовал машины, а также украл дорожные знаки. По принятому в 1966 году закону о вандализме, изначально созданному с целью ограничить проникновение в Сингапур коммунистических граффити, суд приговорил Фэя к четырём месяцам тюремного заключения, штрафу в 3500 сингапурских долларов (2233 американских доллара) и к ударам палкой. В газете The New York Times появилось немало статей, осуждающих подобное наказание и призывающих американскую общественность опротестовать решение сингапурского суда. Несмотря на многочисленные просьбы о смягчении приговора, сингапурское правительство не отменило наказания палками, хотя президент страны Он Тен Чен изменил наказание: вместо шести ударов палкой Фэй получил четыре удара плетью.

## Граффити как вандализм

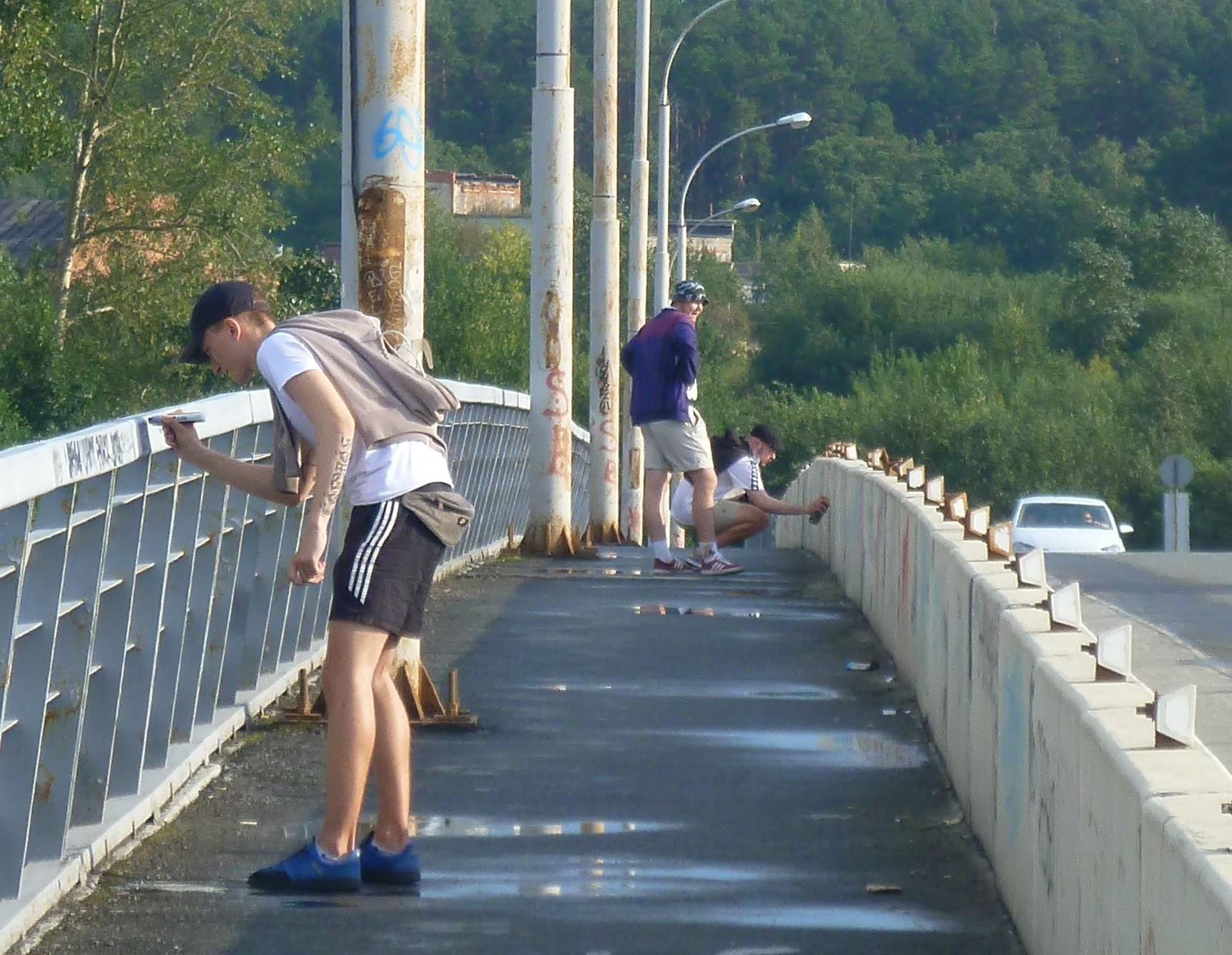
Двое парней рисуют (один маркером, второй баллончиком с краской) вандальные граффити на пешеходном мосту в Екатеринбурге, 4 августа 2021 года

- В Нью-Йорке имеется специальное подразделение полиции по борьбе с уличными художниками и можно получить вознаграждение за полезную информацию.[102]
- В Перми затраты по ликвидации граффити на стенах оплачивают собственники зданий[102].
- В Минске в основном вандалят подростки баллончиками с краской или маркерами. На 2010 год повреждение вандалами составило более двух тысяч фасадов жилых домов[102]. Методами борьбы являются акции, в рамках которых художники раскрашивают заброшенные детские сады, а также штрафы и даже лишение свободы.[103]

## Документальные и художественные фильмы о граффити
- 1979 — 80 Blocks from Tiffany’s — документальный фильм, повествующий о печально известных в 1970-х годах бандах Южного Бронкса. В необычном ракурсе представляется пуэрто-риканское сообщество Южного Бронкса, бывшие и настоящие члены группировок, полиция и главы сообществ.
- 1980 — Stations of the Elevated — первый документальный фильм о граффити в нью-йоркском метрополитене. Композитор — Чарльз Мингус.
- 1983 — Wild Style («Дикий стиль») — драма, повествующая о хип-хоп- и граффити-культуре в Нью-Йорке.
- 1983 — Style Wars («Войны стилей») — один из ранних документальных фильмов, посвященных хип-хоп-культуре. Снят в Нью-Йорке.
- 1984 — Beat Street («Бит-стрит») — художественный фильм о ранних годах хип-хопа. Снят в Нью-Йорке.
- 2002 — Bomb the System («Бомби систему») — драма о команде граффитчиков, работающих в современном Нью-Йорке.
- 2004 — Quality of Life («Качество жизни») — драма о граффити, снятая в Сан-Франциско. Главную роль исполнил бывший граффитчик. Он также участвовал в написании сценария.
- 2004 — «Гоп-стоп граффити» — документальный фильм от московской команды «Зачем!», совместно снятый с объединением московских граффити команд «Go Vegas».
- 2004 — The Graffiti Artist («Художник граффити») — художественный фильм о жизни молодого художника, очень одинокого. Его рисунки — это всё, что у него есть в этой жизни.
- 2005 — Piece by Piece («Кусок за куском») — полнометражный документальный фильм, посвящённый истории граффити в Сан-Франциско с 1980-х годов до наших дней.
- 2005 — Infamy («Дурная слава») — полнометражный документальный фильм о граффити-культуре, которая представлена в рассказах шести известных граффитчиков и любителя граффити.
- 2005 — NEXT: A Primer on Urban Painting («NEXT: словарь городской живописи») — документальный фильм о граффити-культуре во всем мире.
- 2005 — RASH («Вспышка») — полнометражный документальный фильм про граффити в Мельбурне и граффитчиках, которые занимаются уличным искусством.
- 2006 — Wholetrain («Состав») — художественная драма, о граффити, дружбе, конфликтах, а также освещает жизнь низких социальных слоев Германии.
- 2007 — BOMB IT — документальный фильм, повествующий о граффити и уличном искусстве на пяти континентах.
- 2007 — Gympl («Гимназия») — чешская комедия об учащихся, учителях, родителях и граффити.
- 2007 — Jisoe — фильм об австралийском райтере из Мельбурна показывает граффити в бедных городских районах.
- 2009 — Roadsworth: Crossing the Line («Переходя черту») — канадский документальный фильм о Питере Гибсоне, художнике из Монреаля, и его спорных трафаретных работах.
- 2010 — Innapau — Russian Steel — российский фильм про граффити-культуру.
- 2010 — Exit Through the Gift Shop («Выход через сувенирную лавку») — фильм райтера Бэнкси о стрит-арте.
- 2011 — «Stenograffia» — документальный фильм про фестиваль уличного искусства «Стенограффия».
- 2011 — «Девиантное поведение» — документальный фильм от московской команды «Зачем!»[104].
- 2013 — «Паша 183» — документальный фильм про уличного художника Павла Пухова. Режиссёр Никита Nomerz.
- 2015 — Graffiti: Painters & Vandals («Граффити: художники и хулиганы») — французский документальный фильм о парадоксе граффити, реж. Амин Бузьян / Amine Bouziane.
- 2017 — «В открытую» — документальный фильм про уличное искусство в России. Режиссёр Никита Nomerz[105].
- 2018 — «Место’18» — документальный фильм про фестиваль уличного искусства «Место». Режиссёр Антон Семериков и Никита Nomerz.
- 2019 — «Стрит-арт. Философия прямого действия» — документальный фильм про уличное искусство в России. (Телеканал Культура).
- 2020 — «Карт Бланш» — документальный фильм про фестиваль уличного искусства «Карт Бланш». Режиссёр Роман Власов.
- 2020 — «Движ» — документальный фильм про уличное искусство в России. (Телеканал Москва 24).
- 2020 — «Место’20» — документальный фильм про фестиваль уличного искусства «Место». Режиссёр Борис Дементьев.
- 2021 — «Ау» — документальный фильм про выставку в Музее уличного искусства. Режиссёр Павел Мачихин.
- 2022 — «Место’21» — документальный фильм про фестиваль уличного искусства «Место». Режиссёр Борис Дементьев.

### Игры о граффити
- Jet Set Radio
- Marc Ecko’s Getting Up: Contents Under Pressure
- Bomb Rush Cyberfunk